# Geschiedenis van het Noorden
De Geschiedenis van het Noorden of Beishi is een van de boeken uit de Vierentwintig Geschiedenissen, de verzameling officiële geschiedenissen van Chinese keizerlijke dynastieën. Het boek beschrijft de geschiedenis van de vijf Noordelijke Dynastieën, omvat de periode 386-618 en is gepresenteerd in 659. Het werk is, net als de Geschiedenis van het Zuiden samengesteld op particulier initiatief door Li Yanshou (李延壽, fl. 618-676), die daarmee het door zijn vader Li Dashi (李大師, 570-628) begonnen werk voortzette.

## Ontstaan
Het werk is op eigen initiatief begonnen door Li Dashi (李大師, 570–628). Hij wilde een annalistische geschiedenis samenstellen van zowel de Noordelijke als de Zuidelijke Dynastieën, naar het voorbeeld van Lente en herfst van Wu en Yue (吳越春秋, Wu Yue chunqiu). Li Dashi overleed voordat hij zijn werk kon voltooien, waarop zijn zoon, Li Yanshou, het werk voortzette. Hij was als historicus betrokken bij het samenstellen van de dynastieke geschiedenissen die tijdens de Tang-tijd in opdracht van de keizer zijn verschenen. Vanaf 629 was hij een van de samenstellers van de dynastieke geschiedenissen van Liang, Chen, Qi, Zhou en Sui. Die werden samengesteld in opdracht van Tang-keizer Taizong (r.626-649). Dit project stond onder leiding van Yan Shigu (顏師古, 581–645) en Kong Yingda (孔穎達 574–648) en verschafte Li toegang tot voor hem belangrijke historische bronnen. Hoewel Li tussen 634 en 640 in Sichuan verbleef, bleef hij naast zijn werkzaamheden werken aan zijn eigen project. Hij verving de stijl van het werk van zijn vader (biannianti, annalen) naar die van jizhuanti, een combinatie van keizerlijke annalen en exemplarische overleveringen (biografieën). Hij volgde zo het voorbeeld van de Historische Verslagen (Shiji) door Sima Qian en de daaropvolgende officiële dynastieke geschiedenissen.
In 641 werd Li, op advies van Linghu Defen (令狐德棻, 583–666) benoemd tot assistent-samensteller (zhi guo shi, 直國史) van het Boek van de Jin. Zo kreeg hij opnieuw inzage in bronnenmateriaal, nu over de geschiedenis van Song, Qi en Noordelijke Wei. Vanaf 643 was Li een van de samenstellers (xiu guo shi, 修國史) binnen het Historisch Bureau (Shi guan, 史館). Hoewel hij verantwoordelijk was voor de samenstelling van de verhandelingen (monografieën) van de Sui-dynastie, kreeg hij ook inzage in de dynastieke geschiedenissen van Liang, Chen, Qi, Zhou en Sui, die op dat moment door het Bureau werden voorbereid. Naast deze officiële werkzaamheden bleef hij werken aan het project dat zijn vader was begonnen. Het oorspronkelijk werk werd door hem uitgesplitst in twee delen, een geschiedenis voor de Noordelijke Dynastieën (Geschiedenis van het Noorden) en een voor de Zuidelijke Dynastieën (Geschiedenis van het Zuiden). Na correcties door Linghu Defen werden beide werken in 659 gepresenteerd aan de keizer. Het memorandum waarmee Li zijn werk aanbood is bewaard gebleven in juan 100, zijn autobiografie.
In de Geschiedenis van het Noorden werden de drie afzonderlijke geschiedenissen van de noordelijke dynastieën (Weishu, Beiqishu en Zhoushu) en de Suishu (geschiedenis van de Sui-dynastie) gecombineerd, samengevat en aangevuld. Veel materiaal uit de afzonderlijke geschiedenissen werd ingekort of zelfs weggelaten. Dit gold met name voor edicten en verzoekschriften. Voor de keizerlijke annalen van de drie keizers van de Westelijke Wei-dynastie en de biografieën van hun echtgenotes is gebruik gemaakt van Wei shu door Wei Dan (魏澹, ca.550). Het laatste hoofdstuk (Xu zhuan, 序傳) bevat een autobiografie met een overzicht van de geschiedenis van de familie van Li Yanshou.

## Verdere ontwikkeling
Beide werken werden niet onverdeeld gunstig ontvangen. Volgens het Nieuw boek van de Tang was er met name kritiek op de lage rang van Li Yanshou en zijn nog jonge leeftijd. Omdat keizer Gaozong een (nu verloren geraakt) voorwoord op de werken had geschreven, bleven ze onder de Tang-dynastie toch rouleren. In de loop van de achtste eeuw stelde Liu Zhi (劉秩) zelfs voor om beide werken op te nemen in het curriculum ter voorbereiding voor de examens voor de jinshi-graad, de hoogste graad in het Chinees examenstelsel. Beide werken werden na hun publicatie gerekend tot bieshi (別史, alternatieve geschiedenissen). Binnen het classificatiesysteem van de geschiedschrijving shibu was dit de op een na hoogste categorie, direct na de dynastieke standaardgeschiedenissen. Beide werken werden vanaf de Noordelijke Song-tijd tot de canon van de dynastieke geschiedenissen gerekend. Het oorspronkelijk werk is vrijwel compleet doorgegeven. Slechts juan 11 (de keizerlijke annalen voor Sui-keizer Sui Yangdi) is verloren geraakt en vervangen door materiaal uit het Boek van de Sui.

## Inhoud
Het huidige werk bevat 100 juan en volgt de vorm van jizhuanti van Shiji en de Hanshu, zij het dat slechts twee van de vijf mogelijke categorieën daadwerkelijk zijn gebruikt. De verhandelingen die horen bij de vijf Noordelijke Dynastieën zijn behandeld in een eigen boek, Wudaishi zhi (五代史志 Verhandelingen van de vijf dynastieke geschiedenissen) dat later een integraal onderdeel werd van het Boek van de Sui.
| dynastieke geschiedenis | benji (annalen) | shijia (erfelijke geslachten | biao (tabellen) | zhi (verhandelingen) | liezhuan (biografieën) | Totaal aantal juan |
| ----------------------- | --------------- | ---------------------------- | --------------- | -------------------- | ---------------------- | ------------------ |
| Beishi                  | 12              | -                            | -               | -                    | 88                     | 100                |

Vergeleken met Nanshi is de Geschiedenis van het Noorden uitgebreider. Li Dashi was afkomstig uit het noorden (Anyang) en Li Yanshou nam het werk van zijn vader als basis voor zijn eigen werk.

### Annalen
Ji (紀, annalen), 12 juan. Keizerlijke biografieën in strikt annalistische vorm die een chronologisch overzicht bieden van de belangrijkste gebeurtenissen, bezien vanuit het keizerlijke hof. De twaalf juan basisannalen bestaan uit vijf juan voor de keizers van de Noordelijke Wei-dynastie (inclusief die voor de beide opvolgerstaten Oostelijke Wei en Westelijke Wei in juan 5), drie juan voor die van de Noordelijke Qi, twee voor de Noordelijke Zhou en twee voor de Sui-dynastie.
Juan 1-12:
| juan | Titel | Vertaling | Opmerkingen |
| ---- | --- | --- | --- |
| 1.   | Taizu Daowudi Taizong Mingyuandi (太祖道武帝 太宗明元帝) | keizer Taizu Daowu, keizer Taizong Mingyuan | keizerlijke annalen van Wei (1): - Wei Xuji (魏序紀), voorwoord op de keizerlijke annalen van Wei - keizer Taizu Daowu (太祖道武帝), Tuoba Gui (托跋珪), r.376/386-408, tempelnaam: Taizu (太祖) - keizer Taizong Mingyuan (太宗明元帝), Tuoba Si (托跋嗣), r.409-423, tempelnaam: Taizong (太宗) |
| 2.   | Shizu Taiwudi Gongzong Jingmudi Gaozong Wenchengdi Xianzu Xianwendi (世祖太武帝 恭宗景穆帝 高宗文成帝 顯祖獻文帝)                                                           | keizer Shizu Taiwu, keizer Gongzong Jingmu, keizer Gaozong Wencheng, keizer Xianzu Xianwen | keizerlijke annalen van Wei (2): - keizer Shizu Taiwu (世祖太武帝), Tuoba Dao (托跋燾), r.423-451), tempelnaam Shizu (世祖) - keizer Gongzong Jingmu (恭宗景穆帝), Tuoba Huang (托跋晃), kroonprins Jingmu (景穆太子, †451), postuum tot keizer Jingmu geproclameerd met tempelnaam Gongzong (恭宗) - keizer Gaozong Wencheng (高宗文成帝), Tuoba Jun (托跋濬), r.452-465, tempelnaam: Gaozong (高宗) - keizer Xianzu Xianwen (顯祖獻文帝), Tuoba Hong (托跋弘), r.465-470, tempelnaam: Xianzu (顯祖) |
| 3.   | Gaozu Xiaowendi (高祖孝文帝) | keizer Gaozu Xiaowen | keizerlijke annalen van Wei (3): - keizer Gaozu Xiaowen (魏高祖孝文帝), Yuan Hong (元宏), r.471-499, tempelnaam: Gaozu (高祖) |
| 4.   | Shizong Xuanwen Suzong Xiaoming (世宗宣武帝 肅宗孝明帝) | keizer Shizong Xuanwen, keizer Suzong Xiaoming | keizerlijke annalen van Wei (4): - keizer Shizong Xuanwu (世宗宣武帝), Yuan Ke (元恪), r.499-515, tempelnaam: Shizong (世宗) - keizer Suzong Xiaoming (肅宗孝明帝), Yuan Xu (元詡), r.515-528, tempelnaam: Suzong (肅宗) |
| 5.   | Jingzong Xiaozhuangdi Jiemindi Feidi Xiaowudi Xiwei Wendi Xiwei Feidi Xiwei Gongdi Dongwei Xiaojingdi (敬宗孝莊帝 節閔帝 廢帝 孝武帝 西魏文帝 西魏廢帝 西魏恭帝 東魏孝靜帝) | keizer Jingzong Xiaozhuang, keizer Jiemin, Afgezette keizer(s), keizer Xiaowu, keizer Wen van Westelijke Wei, Afgezette keizer van Westelijke Wei, keizer Gong van Westelijke Wei, keizer Xiaojing van Oostelijke Wei | keizerlijke annalen van Wei (5): - keizer Jingzong Xiaozhuang (敬宗孝莊帝), Yuan Ziyou (元子攸), r.528-529), tempelnaam Jingzong (敬宗) - keizer Jiemin (北魏節閔帝), ook bekend als (Beiwei) Qianfeidi (北魏前廢帝, de eerdere afgezette keizer van de Noordelijke Wei), Yuan Gong (元恭), r.531 - keizer Fei (廢帝), ook bekend als Beiwei Houfeidi, (北魏後廢帝, de latere afgezette keizer van de Noordelijke Wei), Yuan Lang (元朗), r.531 - keizer Xiaowu (孝武帝), Yuan Xiu (元脩), r.532-534 - keizer Wen (西魏文帝), Yuan Baoju (元寶炬), r.535-551 over Westelijke Wei - keizer Fei (西魏廢帝), Yuan Qin (元欽), r.551-553 over Westelijke Wei - keizer Gong (西魏恭帝), Yuan Kuo (元廓), r.553-556 over Westelijke Wei - keizer Xiaojing (東魏孝靜帝), Yuan Shanjian (元善見), r. 534-550 over Oostelijke Wei |
| 6.   | Gaozu Shenwudi Shizong Wenxiangdi (高祖神武帝 世宗文襄帝) | keizer Gaozu Shenwu, keizer Shizong Wenxiang | keizerlijke annalen van Noordelijke Qi (1): - Keizer Gaozu Shenwu (高祖神武帝), postume naam voor Gao Huan (高歡) - Keizer Shizong Wenxiang (世宗文襄帝), postume naam voor Gao Cheng (高澄) |
| 7.   | Xianzu Wenxuandi Feidi Xiaozhaodi (顯祖文宣帝 廢帝 孝昭帝) | keizer Xianzu Wenxuan, Afgezette keizer, keizer Xiaozhao | keizerlijke annalen van Noordelijke Qi (2): - keizer Xianzu Wenxuan (顯祖文宣帝), Gao Yang (高洋), r.550-559, tempelnaam: Xianzu (顯祖) - keizer Fei (廢帝), Gao Yin (高殷), r.559-560 - keizer Xiaozhao (孝昭帝), Gao Yan (高演), r.560-561 |
| 8.   | Shizu Wuchengdi Houwang Youwang (世祖武成帝 後主 幼主) | keizer Shizu Wucheng, Laatste heerser, Jonge heerser | keizerlijke annalen van Noordelijke Qi (3): - keizer Shizu Wucheng (世祖武成帝), Gao Zhan (高湛), r.561-564, tempelnaam: Shizu (世祖) - Houwang (後主), Gao Wei (高緯), r.565-577 - Youwang (幼主), Gao Heng (高恒), r.577 |
| 9.   | Taizu Wendi Xiaomindi Shizong Mingdi (太祖文帝 孝閔帝 世宗明帝 ) | keizer Taizu Wen, keizer Xiaomin, keizer Shizong Ming | keizerlijke annalen van Noordelijke Zhou (1): - keizer Taizu Wen (太祖文帝), postume naam voor Juwen Tai (宇文泰) - keizer Xiaomin (孝閔帝), Juwen Jue (宇文覺), r.557 - keizer Shizong Ming (世宗明帝), Juwen Yu (宇文毓), r.557-560, tempelnaam: Shizong (世宗) |
| 10.  | Gaozu Wudi Xuandi Jingdi (高祖武帝 宣帝 靜帝) | keizer Gaozu Wu, keizer Xuan, keizer Jing | keizerlijke annalen van Noordelijke Zhou (2): - keizer Gaozu Wu (高祖武帝 Juwen Yong (宇文邕), r.560-578, tempelnaam: Gaozu (高祖) - keizer Xuan (北周宣帝), Juwen Yun (宇文贇), r.578-579 - keizer Jing (北周靜帝), Juwen Chan (宇文闡), r.579-581 |
| 11.  | Gaozu Wendi (高祖文帝) | keizer Gaozu Wen | keizerlijke annalen van Sui (1): - keizer Gaozu Wen (隋高祖文帝), Yang Jian (楊堅), r.581-604, postume naam: Wendi (文帝), tempelnaam: Gaozu (高祖) |
| 12.  | Yangdi Gongdi (煬帝 恭帝) | keizer Yang, keizer Gong | keizerlijke annalen van Sui (2): - keizer Yang (煬帝), Yang Guang (楊廣), 604-617 - keizer Gong (恭帝), Yang You (楊侑), r.617-618 |

### Exemplarische overleveringen
Liezhuan (列傳, exemplarische overleveringen, vaak aangeduid als biografieën), 88 juan. Biografieën van belangrijke personen. De biografie beperkte zich tot het beschrijven van gebeurtenissen die het exemplarische karakter van de betreffende persoon duidelijk moesten maken. Juan 13-14 bevat biografieën van keizerinnen en juan 80 die van hun familieleden. Biografieën van leden van de keizerlijke families zijn gerangschikt per dynastie: juan 15-19 voor de Wei (en de beide opvolgerstaten), juan 51-52 voor de Noordelijke Qi, juan 57-58 voor de Noordelijke Zhou en juan 71 voor de Sui. Ook de individuele biografieën van andere personen zijn op die manier gerangschikt: juan 20-50 voor Wei, juan 53-56 voor de Noordelijke Qi, juan 59-70 voor de Noordelijke Zhou en juan 72-79 voor die van Sui. Vanaf juan 80 zijn er collectieve biografieën, waarbij de beschreven personen in categorieën zijn geplaatst. Juan 93 omvat biografieën uit de Zestien Koninkrijken en juan 94-99 overleveringen uit omringende gebieden. Juan 100, is een autobiografie door Li Yanshou, de uiteindelijke samensteller van het werk.
Juan 13-100:
| juan    | Titel | Vertaling | Opmerkingen |
| ------- | --- | --- | --- |
| 13. 14. | houfei liezhuan (后妃 列傳) | biografieën van keizerinnen en concubines | Noordelijke Wei: - Shenyuan huanghou Dou shi (神元皇后竇氏, †248), madame Dou, keizerin van Tuoba Liwei (拓跋力微, zijn postume naam was Shenyuandi, 神元帝). - Wendi huanghou Feng shi (文帝皇后封氏), madame Feng, keizerin van Tuoba Shamohan (拓跋沙漠汗, zijn postume naam was Wendi, 文帝). - Huandi huanghou Qi shi (桓帝皇后惟氏, †324), madame Qi, keizerin van Tuoba Yiyi (拓跋猗㐌, r.291-303, zijn postume naam was Huandi, 桓帝). - Pingwen huanghou Wang shi (平文皇后王氏, †355), madame Wang, keizerin van Tuoba Yulü (拓跋鬱律, r.317-321, zijn postume naam was Pingwendi, 平文帝). - Zhaocheng huanghou Murong shi (昭成皇后慕容氏, †360), madame Murong, keizerin van Tuoba Shiyijian (拓跋什翼犍, r.338-376, zijn postume naam was Zhaochengdi, 昭成帝). - Xianming huanghou (獻明皇后賀氏, 351–396), keizerin Xianming, de formele titel van prinses-weduwe Helan (賀蘭太后), echtgenote van Tuoba Shi (拓拔寔), kroonprins van Tuoba Shiyijian (拓跋什翼犍, r.338-376) en moeder van Tuoba Gui (拓跋珪 Beiwei Daowudi (北魏道武帝), die in 386 het koninkrijk Dai herstelde. - Daowu huanghou Murong shi (道武皇后慕容氏, madame Murong, formeel: keizerin Daowu (道武皇后), keizerin van keizer Daowu 北魏道武帝, r.386-408). - Daowu Xuanmu huanghou Liu shi (道武宣穆皇后劉氏, †409), madame Liu, concubine van keizer Daowu en moeder van keizer Mingyuan, die haar eerde met de titel keizerin Xuanmu (宣穆皇后) - Mingyuan Zhaoai huanghou Yao shi (明元昭哀皇后姚氏, †420), madame Yao, concubine van keizer Mingyuan, 北魏明元帝, r.409-423), die haar postuum eerde met de titel Keizerin Zhaoai (昭哀皇后) - Mingyuan Mi huanghou Du shi (明元密皇后杜氏, †420), madame Du (mogelijk Duguhun), concubine van keizer Mingyuan en moeder van keizer Taiwu. Zij kreeg postuum de titel keizerin Mi (密皇后) - Taiwu huanghou Helian shi (太武皇后赫連氏, †453), madame Helian werd in 432 keizerin van keizer Taiwu 北魏太武帝, r.423-451), na de dood van haar echtgenoot kreeg zij de titel keizerin Taiwu (太武皇后). - Taiwu Jingai huanghou He shi (太武敬哀皇后賀氏, †428), madame He was een concubine van keizer Taiwu. Het is onduidelijk of zij afkomstig was uit de clan van de Helan (賀蘭) of van de Helai (賀賴). Zij was de moeder van kroonprins Tuoba Huang (拓拔晃, 428-451) en overleed mogelijk in het kraambed. Kreeg postuum de titel keizerin Jingai (敬哀皇后). - Jingmu Gong huanghou Yujiulü shi (景穆恭皇后郁久閭氏, †452), Yujiulü was concubine van kroonprins Tuoba Huang (拓拔晃, 428-451, formeel Kroonprins Jingmu, 景穆太子) en moeder van keizer Wencheng die haar postuum de titel keizerin Gong (恭皇后) verleende. - Wencheng Wenming huanghou Feng shi (文成文明皇后馮氏, 441-490), madame Feng, keizerin van keizer Wencheng 北魏文成帝, r.452-465), kreeg na zijn dood de titel keizerin Wencheng Wenming (文成文明皇后). Zij bleef tot haar dood zeer invloedrijk als regentes voor de keizers Xianwen (r.465-470), die zij vermoedelijk liet vermoorden en Xiaowen (r.471-499). - Wencheng Yuan huanghou Li shi (文成元皇后李氏, †456), madame Li, concubine van keizer Wencheng en moeder van keizer Xianwen, werd gedwongen tot zelfmoord toen haar zoon kroonprins werd (zoals toen gebruikelijk was!). Haar postume naam werd keizerin Yuan Gong (元恭皇后). - Xianwen Si huanghou Li shi (獻文思皇后李氏, †469), madame Li, concubine van keizer Xianwen (r.465-470) en moeder van keizer Xiaowen (467-499). Toen die in 469 kroonprins werd, overleed zijn moeder (mogelijk door zelfmoord, zoals toen gebruikelijk was). Zij ontving als postume titel keizerin Si (思皇后) - Xiaowen Zhen huanghou Lin shi (孝文貞皇后林氏, †483), madame Lin was concubine van keizer Xiaowen 北魏孝文帝, r.471-499) en moeder van kroonprins Yuan Xun (元恂, 483–497) en werd daarom gedwongen tot zelfmoord (zoals toen gebruikelijk was). Keizer Xiaowen verleende haar postuum de titel keizerin Zhen (貞皇后). - Xiaowen Fei huanghou Feng shi (孝文廢皇后馮氏), madame Feng was de eerste keizerin van Xiaowen, maar werd in 496 afgezet ten gunste van haar halfzus. Zij wordt keizerin Fei (废皇后, de afgezette keizerin) genoemd. - Xiaowen You huanghou Feng shi (孝文幽皇后馮氏, †499) was de tweede keizerin van keizer Xiaowen en een halfzus van de vorige. Zij werd in 497 tot keizerin benoemd, maar na talrijke intriges werd zij onmiddellijk na de dood van Xiaowen gedwongen tot zelfmoord. Desondanks werd zij met eer begraven en werd formeel keizerin You (幽皇后). - Xiaowen Zhao huanghou Gao shi (孝文昭皇后高氏, 469-496), Gao Zhaorong (高照容) was een concubine van keizer Xiaowen en moeder van keizer Xuanwu. Nadat haar zoon in 497 tot kroonprins was benoemd, werd zij vermoord, waarschijnlijk in opdracht van de (tweede) keizerin. Haar postume titel werd keizerin Zhao (昭皇后). - Xuanwu Shun huanghou Yu shi (宣武順皇后于氏, †507), keizerin Yu werd in 501 de eerste keizerin van keizer Xuanwu 北魏宣武帝, r.499-515). Zij overleed plotseling in 507, mogelijk als gevolg van vergiftiging in opdracht van haar opvolgster, keizerin Gao. Haar postume titel werd keizerin Shun (順皇后). - Xuanwu huanghou Gao shi (宣武皇后高氏, †518), Gao Ying (高英) werd in 508 de tweede keizerin van keizer Xuanwu. Na zijn dood in 515, verloor zij haar titel en werd gedwongen in te treden in een boeddhistisch klooster, waar zij in 518 overleed. - Xuanwu Ling huanghou Hu shi (宣武靈皇后胡氏, †528), madame Hu was een concubine van keizer Xuanwu en moeder van keizer Xiaoming. Na de dood van Xuanwudi in 515 werd zij keizerin-weduwe en regentes voor haar zoon, die zij in 528 liet vergiftigen. Toen daarop de hoofdstad Luoyang werd veroverd door generaal Erzhu Rong liet hij haar verdrinken in de Gele Rivier. Haar teruggevonden lichaam werd in 533 met eer begraven. Zij ontving postuum de titel keizerin Ling (靈皇后). - Xiaoming huanghou Hu shi (孝明皇后胡氏), madame Hu was keizerin van keizer Xiaoming (r. 515-528). Zij kreeg geen kinderen en na de dood van haar echtgenoot trad zij in in een boeddhistisch of taoïstisch klooster, waar zij in een onbekend jaar overleed. Zij heeft geen postume titel en staat slechts bekend als keizerin Hu. - Xiaowu huanghou Gao shi (孝武皇后高氏), madame Gao werd rond 533 keizerin van keizer Xiaowu, 北魏孝武帝, r.532-535). Toen haar echtgenoot in 535 naar generaal Yuwen Tai vluchtte, volgde zij hem niet. Later in 535 huwde zij met Yuan Shao (元韶), een neef van de vorige keizer, Xiaozhuang, (北魏孝莊帝, r.528-530). Het is onduidelijk of zij nog leefde toen de Yuan-clan na de vestiging van de Noordelijke Qi in 550 werd uitgemoord. Zij heeft geen postume titel en staat slechts bekend als keizerin Gao (孝武皇后高). Westelijke Wei: - Wendi Wen huanghou Yifu shi (文帝文皇后乙弗氏, 510–540), van de Yifu-clan (voormalig heersers van Noordelijke Liang) werd in 535 keizerin van keizer Wen (r.535-551) van de Westelijke Wei. Hij werd in 538 door Yuwen Tai (de feitelijke machthebber) gedwongen van haar te scheiden om een bondgenootschap met de Rouran mogelijk te maken. Na de scheiding werd zij eerst een boeddhistische non en kwam daarna terecht in het gevolg van Yuan Wu, gouverneur van de provincie Qin (秦州, het huidige Tianshui in Gansu. Na een inval van de Rouran werd zij gedwongen tot zelfmoord. Zij ontving postuum de titel keizerin Wen (文皇后) - Wendi Dao huanghou Yujiulü shi (文帝悼皇后郁久閭氏, 525–540), dochter van de Rouran-khan Yujiulü Anagui (郁久閭阿那瓌), werd in 538 keizerin van keizer Wen van de Westelijke Wei om het bondgenootschap tussen Rouran en Westelijke Wei te versterken. Zij overleed in het kraambed in 540 en ontving als postume naam keizerin Dao (悼皇后) - Feidi huanghou Yuwen shi (廢帝皇后宇文氏, †554?) was een dochter van Yuwen Tai, (de feitelijke machthebber) en huwde kroonprins Yuan Qin. Toen die in 551 keizer werd (Fei, r.551-553), werd zij zijn keizerin. Zij is waarschijnlijk overleden in 554 na de afzetting van (en moord op) haar echtgenoot (op bevel van Yuwen Tai). Zij ontving geen postume naam en staat slechts bekend als keizerin Yuwen. - Gongdi huanghou Ruogan shi (恭帝皇后若干氏, †?) was een dochter van generaal Ruogan Hui (若干惠). Zij werd in 554 keizerin van keizer Gong (r.553-556), de laatste heerser van de Westelijke Wei. Na de vestiging van de Noordelijke Zhou in 556 en de moord op haar echtgenoot werd zij een boeddhistische non en is in een verder onbekend jaar overleden. Zij ontving geen postume naam en staat slechts bekend als keizerin Ruogan. Oostelijke Wei: - Xiaojing huanghou Gao shi (孝靜皇后高氏, †?), was een dochter van Gao Huan en werd in 539 keizerin van keizer Xiaojing 東魏孝靜帝 (r.534-550), formeel heerser van Oostelijk Wei. Het is onduidelijk of Yuan Zhangren (元長仁, †552, kroonprins vanaf 549) haar eigen zoon was. Na de val van Oostelijk Wei in 550 werd de keizer verbannen en kreeg de keizerin de titel prinses van Zhongshan (Zhongshan wangfei, 中山王妃), maar werd ook wel prinses Taiyuan (Taiyuan gongzhu, 太原公主) genoemd. Na de moord op haar echtgenoot in 552 werd zij gedwongen te huwen met Yang Yin (楊愔, 511–560) een functionaris in dienst van Noordelijk Qi. Wat er verder met haar gebeurde is onbekend. Zij heeft geen postume titel en staat slechts bekend als keizerin Gao. Noordelijke Qi: - Wuming huanghou Lou shi (武明皇后婁氏), Lou Zhaojun (婁昭君, 501–562), keizerin van Gao Huan (zijn postume naam: keizer Shenwu (北齊神武帝, Shenwu Huangdi). Haar postume naam werd keizerin (Wu)Ming (武明皇后). - Ruru gongzhu Jujiulü shi (蠕蠕公主郁久閭氏, 530-548), dochter van Yujiulü Anagui, khan van de Rouran, werd in 545 concubine van Gao Huan om zo een bondgenootschap tussen de Oostelijke Wei en de Rouran te versterken. Omdat Gao Huan niet van zijn vrouw scheidde, ontving zij van hem de titel prinses Ruru (蠕蠕公主). Toen Gao Huan in 547 overleed, werd zij naar gewoonte bij de Rouran concubine van zijn zoon Gao Cheng. - Pengcheng taifei Erzhu shi(彭城太妃爾朱氏, †556), was een dochter van generaal Erzhu Rong en een concubine van keizer Xiaoming (r.515-528) van de Noordelijke Wei. Nadat de keizer door zijn moeder was vermoord en zij op haar beurt door generaal Erzhu Rong in de Gele Rivier was verdronken, maakte Erzhu Rong zijn dochter tot concubine van de door hem geïnstalleerde keizer Xiaozhuang (r.528-529) van de Noordelijke Wei. Nadat ook hij was vermoord, werd zij in 532 een concubine van de nieuwe machthebber, Gao Huan. Zij kreeg van hem twee zonen, Gao You (高浟, prins Jingsi van Pengcheng, 彭城景思王, 533–564) en Gao Ning (高凝, prins van Huashan, 華山王). Na het overlijden van Gao Huan in 547 ontving zij de titel prinses-weduwe Pengcheng (彭城太妃). Zij werd in 556 eigenhandig vermoord door Gao Yang, de zoon van Gao Huan (en de eerste keizer van de Noordelijke Qi). - Xiao Erzhu shi (小爾朱氏) was een dochter van Erzhu Zhao (爾朱兆, †533, een neef van Erzhu Rong). Zij was als keizerin Erzhu gemalin van Yuan Ye (元曄, 509 – 532), de prins van Changguang (長廣王), die in 530 door Erzhu Zhao voor korte tijd tot keizer van de Noordelijke Wei was geproclameerd. Na de dood van Yuan Ye werd zij een concubine van de nieuwe machthebber, Gao Huan. Zij kreeg van hem een zoon, Gao Jie (高湝, prins van Rencheng, 任城王, 538–577), maar werd uiteindelijk verbannen naar de provincie Ling (靈州, het huidige Yinchuan in Ningxia), waar ze in een onbekend jaar overleed. - Shangdang taifei Han shi (上黨太妃韓氏, 504-551), Han Zhihui (韓智輝) was een concubine van Gao Huān (高歡). Zij kreeg van hem een zoon, Gao Huàn (高渙, prins Gangsu van Shangdang, 上黨剛肅王, 533–558) - Fengyi taifei Zheng shi (馮翊太妃鄭氏), Zheng Dache (鄭大車) was een concubine van Gao Huan. Zij kreeg van hem een zoon, Gao Run (高潤, prins van Fengyi, 馮翊王, 543–575), - Gaoyang taifei You shi (高陽太妃游氏) van de You-clan was een concubine van Gao Huan. Zij kreeg van hem een zoon, Gao Shi (高湜, prins Kangmu van Gaoyang, 高陽康穆王, 538–560) - Feng niang (馮娘), concubine van Gao Huan. Zij kreeg van hem een zoon, Gao Qia (高洽, prins Jinghuai van Hanyang, 漢陽敬懷王, 542–554) - Li niang (李娘), concubine van Gao Huan. - Wenxiang Jing huanghou Yuan shi (文襄敬皇后元氏), van de Yuan-clan was een zus van keizer Xiaojing van de Oostelijke Wei (r.534-550). Nadat haar broer tot keizer was benoemd, werd zij als prinses Pingyi (馮翊公主) echtgenote van Gao Cheng, de zoon van Gao Huan. Na de moord op Gao Cheng in 549 ontving zij de titel keizerin Wenxiang (文襄皇后) en postuum de titel keizerin Wenxiang Jing (文襄敬皇后) - Langxie Gongzhu (琅邪公主), Yuan Yuyi (元玉儀), concubine van Gao Cheng, ontving van keizer Xiaojing de titel prinses van Langxie (琅邪公主) - Wenxuan huanghou Li shi (文宣皇后李氏), Li Zu'e (李祖娥) was keizerin van keizer Wenxuan (北齊文宣帝, r.550-559), de eerste keizer van de Noordelijke Qi. Hij maakte haar tot keizerin Wenxuan (文宣皇后) ondanks verzet dat zij geen Xianbei was, maar van Han-Chinese afkomst. Na de dood van haar echtgenoot in 559 werd zij keizerin-weduwe. Die titel verloor zij in 560, zij werd sindsdien keizerin Zhaoxin (昭信皇后) genoemd, naar de naam van haar residentie. Na een afgedwongen seksuele relatie met keizer Wucheng werd zij in 562 verjaagd van het hof en in een boeddhistisch klooster geplaatst. - Duan Zhaoyi (段昭儀), zus van Duan Shao (段韶) en concubine van Gao Yang - Wang pin (王嬪), concubine van Gao Yang, werd ook opgenomen in de harem van zijn broer Gao Zhan (高湛, keizer Wucheng, r.561-564) - Xue pin (薛嬪, †555), concubine van Gao Yang, werd door hem vermoord en liet haar afgehakte hoofd en lichaamsdelen rondgaan tijdens een banket. - Xiaozhao huanghou Yuan shi (孝昭皇后元氏), met clannaam Yuan (元), was als keizerin Xiaozhao (孝昭元后), keizerin van keizer Xiaozhao (北齊孝昭帝, r.560-561). Na zijn dood werd zij ook bekend als keizerin Shuncheng (順成皇后), naar de naam van haar residentie. Na de val van Noordelijk Qi in 577 werd zij meegevoerd naar Chang'an, hoofdstad van Noordelijk Zhou, maar kreeg in 580 toestemming terug te keren. - Wucheng huanghou Hu shi (武成皇后胡氏), †na 581), met clannaam Hu (胡). Zij huwde Gao Zhan in 544 en werd na zijn proclamatie tot keizer benoemd tot keizerin Wucheng hou. Zij kreeg twee zoons, Gao Wei en Gao Yan. Toen Wucheng in 565 vrijwillig aftrad als keizer werd zij Taishang Huanghou (太上皇后, de afgetreden keizerin). Na zijn dood in 568 ontving zij van haar zoon Gao Wei de titel keizerin-weduwe. Zij bleef een machtsfactor van betekenis aan het hof. Na de val van Noordelijk Qi in 577 werd zij meegevoerd naar Chang'an, hoofdstad van Noordelijk Zhou. Zij is uiteindelijk in een onbekend jaar overleden onder keizer Wen van Sui (r.581–604). - Hongde Li furen (弘德李夫人, †574) van de Li clan van Zhao (趙郡李氏), was een concubine van Gao Zhan en moeder van zijn eerstgeboren zoon Gao Chuo (高綽, prins van Nanyang, 南陽王, 556–574). Zij ontving de titel Hongde furen (弘德夫人). - Houzhu huanghou Hulü shi (後主皇后斛律氏), Gao Wei huwde als kroonprins een dochter van generaal Hulü Guang Na de proclamatie van Gao Wei tot keizer in 565 (hij was toen 8 jaar) werd zij aangewezen als zijn keizerin Houzhu Hulü hou. Zij kregen in 572 een dochter. De keizerin verloor haar titel toen haar vader, Hulü Guang in 572 werd geëxecuteerd. Na de val van Noordelijk Qi in 577 huwde zij Yuan Ren (元仁), een functionaris onder Noordelijke Zhou en is uiteindelijk in een onbekend jaar overleden. - Houzhu huanghou Hu shi (後主皇后胡氏), was een dochter van Hu Changren (胡長仁), een broer van keizerin Hu, de moeder van Gao Wei (en daarmee zijn nicht). Nadat zijn eerste keizerin haar titel was kwijtgeraakt, benoemde Gao Wei haar in 572 onder druk van zijn moeder tot keizerin (Houzhu Hu hou). Toen Gao Wei eind 572 zijn concubine Mu ook tot keizerin benoemde, kreeg keizerin Hu de titel "linker keizerin" (左皇后). Na intriges verloor zij begin 573 haar titel en werd op aandringen van keizerin-weduwe Hu van het hof verbannen. Na de val van Noordelijk Qi in 577 werd zij meegevoerd naar Chang'an, hoofdstad van Noordelijk Zhou. Daar huwde zij een verder onbekende functionaris. Ook haar jaar van overlijden is niet bekend. - Houzhu huanghou Mu shi (後主皇后穆氏), Mu Yeli (穆邪利) was een concubine van Gao Wei en werd in 570 moeder van Gao Heng, zijn eerste zoon. In 572 benoemde Gao Wei haar ook tot keizerin (naast keizerin Hu). Keizerin Mu kreeg als titel "rechter keizerin" (右皇后) en Hu werd zijn "linker keizerin" (左皇后). Toen keizerin Hu in 573 van het hof werd verbannen, bleef Mu keizerin. In 577 trad Gao Wei af ten gunste van zijn zoontje Gao Heng. Keizerin Mu werd Taishang Huanghou (太上皇后, de afgetreden keizerin). Na de val van Noordelijk Qi in 577 werd zij meegevoerd naar Chang'an, hoofdstad van Noordelijk Zhou. Haar verdere lot is onbekend. - Fengshu fei (馮淑妃, †581?) Feng Xiaolin (馮小憐), was een concubine van Gao Wei. Na de val van Noordelijk Qi in 577 werd zij meegevoerd naar Chang'an, hoofdstad van Noordelijk Zhou en werd in de harem van Yuwen Da (宇文達) prins van Dai en broer van de keizer Wu van de Noordelijke Zhou geplaatst. Na de executie van de Yuwen-clan door Yang Jian werd Feng cadeau gedaan aan functionaris Li Xun (李詢, waarna zij zelfmoord pleegde. Noordelijke Zhou: - Wen huanghou Yuan shi (文皇后元氏, †551), concubine van Yuwen Tai. Zij kwam van de Yuan-clan van Henan. - Wen huanghou Chinu shi (文宣皇后叱奴氏, †574), concubine van Yuwen Tai. Zij kwam van de Chinu-clan, ontving van haar zoon Yuwen Yong (keizer Wu, r.560-578) in 561 de titel keizerin-weduwe. Formele titel: keizerin Xuan. - Xiaomin huanghou Yuan shi (孝閔皇后元氏, †616), Yuan Humo (元胡摩) van de Yuan-clan van Henan was een dochter van keizer Wen (Yuan Baoju, r.535-551) van de Westelijke Wei-dynastie. Zij huwde rond 550 Yuwen Jue en nadat haar echtgenoot in 557 de eerste heerser van Noordelijke Zhou werd, ontving zij de titel Hemelse prinses. Toen Yuwen Jue later in 557 door Yuwen Hu werd gedood, werd zij onder dwang een boeddhistische non. Nadat Yuwen Yong (keizer Wu, r.560-578) Yuwen Hu in 572 had gedood, ontving Yuwen Jue postuum de titel keizer Xiaomin en Yuan Humo die van keizerin Xiaomin. Na de machtsovername door de Sui-dynastie in 581 verliet zij het paleis. - Mingjing huanghou Dugu shi (明敬皇后獨孤氏 †558), van de Dugu clan van Henan, was echtgenote van Yuwen Yu (keizer Ming, r.557-560), zij ontving van hem postuum de titel keizerin Mingjing (明敬皇后) - Wucheng huanghou Ashina shi (武成皇后阿史那氏, 551–582), van de clan Ashina van het Rijk der Göktürken, werd in 568 keizerin van keizer Wu (r.560-578). Na zijn overlijden werd ze keizerin-weduwe (Huang Taihou, 皇太后)). Zij overleefde de machtsovername door de Sui in 581. Haar postume naam is Ashina Wucheng (阿史那武成) - Wu huanghou Li shi (武皇后李氏, 535–588), Li Ezi (李娥姿, 535–588), concubine van keizer Wu, ontving na zijn dood in 578 samen met keizerin Ashina de titel keizerin-weduwe (Di Taihou, 帝太后). Na de machtsovername door de Sui in 581 werd zij een boeddhistische non en veranderde haar naam in Changbei (常悲) - Xuan huanghou Yang shi (宣皇后楊氏), Yang Lihua (楊麗華, 561–609), dochter van Yang Jian (de latere stichter van de Sui-dynastie), huwde in 573 kroonprins Yuwen Yun. Toen hij in 578 keizer (Xuandi) werd, benoemde hij haar tot keizerin. Nadat hij in 579 vrijwillig aftrad, ontving zij de titel Tianyuan Huanghou (天元皇后, keizerin Tianyuan). Hij benoemde nog vier (!) andere keizerinnen. Na de machtsovername door haar vader in 581 en de vestiging van de Sui-dynastie ontving zijn dochter in 586 de titel prinses Leping (樂平公主). - Xuan huanghou Zhu shi (宣皇后朱氏), Zhu Manyue (朱滿月, 547–586), concubine van Xuandi en moeder van Yuwen Yan (宇文衍), de laatste keizer van Noordelijke Zhou. Na zijn aftreden in 579 benoemde Xuandi haar tot keizerin. Zij ontving de titel Tianyuan Di Hou (天元帝后). Na de machtsovername door de Sui in 581 werd zij een boeddhistische non en koos als naam Fajing (法淨). - Xuan huanghou Chen shi (宣皇后陳氏), Chen Yueyi (陳月儀, 565–650), concubine van Xuandi. Na zijn aftreden in 579 benoemde hij haar tot keizerin. Zij ontving de titel Tian Zhuo Huanghou (天左皇后). Na de machtsovername door de Sui in 581 werd zij een boeddhistische non en koos als naam Huaguang (華光) en bereikte een hoge leeftijd. - Xuan huanghou Yuan shi (宣皇后元氏), Yuan Leshang (元樂尚, 565-?), concubine van Xuandi. Na zijn aftreden in 579 benoemde hij haar tot keizerin. Zij ontving de titel Tian You Huanghou (天右皇后). Na de machtsovername door de Sui in 581 werd zij een boeddhistische non en koos als naam Huasheng (華勝). Haar jaar van overlijden is onbekend. - Xuan huanghou Yuchi shi (宣皇后尉遲氏), Yuchi Chifan (尉遲熾繁, 566–595) was oorspronkelijk gehuwd met Yuwen Wen (宇文溫), keizer Xuandi kreeg een seksuele relatie met haar, liet Yuwen Wen doden en maakte haar tot zijn concubine met als titel Zhangguifei (長貴妃). Vervolgens werd zij zijn vijfde keizerin en kreeg de titel Tianzuo Da Huanghou (天左大皇后). Na de machtsovername door de Sui in 581 werd zij een boeddhistische non en koos als naam Huashou (華首). - Jing huanghou Sima shi (靜皇后司馬氏), Sima Lingji (司馬令姬) werd in 579 tot echtgenote van keizer Jing (r.579-581) verklaard. Hij was de laatste keizer van de Noordelijke Zhou en op dat moment zes jaar oud. Na de machtsovername door de Sui in 581 werd de jongen gedood. Sima Lingji huwde later met Li Dan (李丹), gouverneur van een provincie. Haar jaar van overlijden is onbekend, maar zij zou nog hebben geleefd onder keizer Taizong (r.626–649). Sui: - Wenxian huanghou Dugu shi (文獻皇后獨孤氏), Dugu Qieluo (獨孤伽羅, 544-602) was een dochter van de Xianbei-generaal Dugu Xin (獨孤信, 503-557), huwde in 557 Yang Jian, de latere keizer Wen (r.581-604) en werd zijn keizerin. Haar postume titel werd keizerin Wenxian (文獻皇后) - Xuanhua furen Chen shi (宣華夫人陳氏, 577-605), was als prinses Ningyuan (寧遠公主) een dochter van keizer Xuan van Chen (陳宣帝, r.569–582). Na de val van de Chen-dynastie werd haar titel Dame Xuanhua (宣華夫人). Zij werd een concubine van keizer Wen. Na zijn dood in 604 werd ze opgenomen in de harem van zijn opvolger Yang Guang (keizer Yang, r.604-617). - Ronghua furen Cai shi (容華夫人蔡氏). Zij werd een concubine van keizer Wen. Na zijn dood in 604 werd ze opgenomen in de harem van zijn opvolger, Yang Guang (keizer Yang, r.604-617). Zij staat bekend als Dame Ronghua (容華夫人). - Yangmin huanghou Xiao shi (煬愍皇后蕭氏, 566-648) was een dochter van Xiao Kui (keizer Ming van de Westelijke Liang, r.562–585) en werd in 582 echtgenote van Yang Guang, de latere keizer Yang (r.604-617), haar postume titel werd keizerin Yangmin (煬愍皇后) |
| 15.     | Wei zhu zong shi liezuan (魏諸宗室 列傳) | biografieën van de keizerlijke familie van Wei | Genoemd worden: - Shenyuandi zisun (神元帝子孫): nakomelingen van Tuoba Liwei (拓跋力微), (Beiwei) Shenyuandi, 北魏神元帝, r.220-277: - Shanggu gong Heluo (上谷公紇羅): Tuoba Heluo (拓跋紇羅) - Jiande gong Yingwen (建德公嬰文): Tuoba Yingwen (拓跋嬰文) - Zhending hou Lu (真定侯陸): Tuoba Lu (拓跋陸) - Zhangdi zisun (章帝子孫): nakomelingen van Tuoba Xilu (拓跋悉鹿), (Beiwei) Zhangdi, 北魏章帝, r.9 jaar: - Wuling hou Yin (武陵侯因): Tuoba Yin (拓跋因) - Zhangshou wang Shoule (長壽王壽樂): Tuoba Shoule (拓跋壽樂, †452), - Zhaodi zisun (昭帝子孫): nakomelingen van Tuoba Luguan (拓跋祿官), (Beiwei) Zhaodi, 北魏昭帝, r.291-304: - Wangdu gong Tui (望都公頹): Tuoba Tui (拓跋頽) - Huandi zisun (桓帝子孫): nakomelingen van Tuoba Yiyi (拓跋猗㐌), (Beiwei) Huandi, 北魏桓帝, r.291-303: - Quyang hou Suyan (曲陽侯素延): Tuoba Suyan (拓跋素延, †409) - Shunyang gong Yu (順陽公郁): Tuoba Yu (拓跋郁, †465) - Yidu wang Muchen (宜都王目辰): Tuoba Muchen (拓跋目辰, †479) - Mudi zisun (穆帝子孫): nakomelingen van Tuoba Yilu (拓跋猗盧), (Beiwei) Mudi, 北魏穆帝 r.315-337 (ontving in 322 de titel koning van Dai): - Liuxiu (六修): Tuoba Liuxiu (拓跋六修, †316) - Daowudi zisun (道武帝族弟):? - Jiyang nan Bigan (吉陽男比干): Tuoba Bigan (拓跋比干) - Jiangxia gong Lü (江夏公呂): Tuoba Lü (拓跋呂) - Pingdi zisun (平文帝子孫): nakomelingen van Tuoba Yulü (拓跋鬱律), (Beiwei) Pingwendi, 北魏平文帝, r.317-321): - Gaoliang wang Gu (高涼王孤): Tuoba Gu (拓跋孤) - Xihe gong Dun (西河公敦): Tuoba Dun (拓跋敦) - Situ Shi (司徒石): Tuoba Shi (拓跋石) - Liedi zisun (烈帝子孫): nakomelingen van Tuoba Yikuai (拓跋翳槐), (Beiwei) Liedi, 北魏烈帝, r.329-335 en 337-338 - Wuwei Jiang jun Wei (武衞將軍謂): Tuoba Wei (拓跋謂) - Huailing hou Datou (淮陵侯大頭): Tuoba Datou (拓跋大頭) - Hejian gong Qi (河間公齊): Tuoba Qi (拓跋齊) - Fufeng gong Chuzhen (扶風公處真): Tuoba Chuzhen (拓跋處真, †447) - Shuzu (疏族):? - Wen'an gong Ni (文安公泥): Tuoba Ni (拓跋泥) - Zhaocheng zisun (昭成子孫): nakomelingen van Tuoba Shiyijian (拓跋什翼犍, r.338-376, zijn postume naam was Zhaochengdi, 昭成帝) - Shijun (寔君): Tuoba Shijun (拓跋寔君, †376) - Qin wang Han (秦王翰): Tuoba Han (拓跋翰) - Changshan wang Zun (常山王遵): Tuoba Zun (拓跋遵, †407) - wushi sun Heng 五世孫亨: vijf kleinzonen Heng? - Chenliu wang Qian (陳留王虔): Tuoba Qian (拓跋虔, †396) - wushi sun Hui (五世孫暉): vijf kleinzonen Hui? - Piling wang Shun (毗陵王順): Tuoba Shun (拓跋顺) - Liaoxi gong Yilie (遼西公意烈): Tuoba Yilie (拓跋意烈, †398) - Kuduo (窟咄): Tuoba Kuduo (拓跋窟咄, †386) |
| 16.     | Daowu qi wang, Mingyuan liu wang, Taiwu wu wan liezhuan (道武七王 明元六王 太武五王 列傳) | biografieën van zeven prinsen van Daowu, zes prinsen van Mingyuan en vijf prinsen van Taiwu | Genoemd worden: Daowu qi wang (道武七王): zeven zonen van keizer Daowu (北魏道武帝), r.386-408 - Qinghe wang Shao (清河王紹): Tuoba Shao (拓跋紹, 393-409), 2e zoon - Yangping wang Xi (陽平王熙): Tuoba Xi (拓跋熙, 399-421) - Henan wang Yao (河南王曜): Tuoba Yao (拓跋曜, 401-422) - Hejian wang Xiu (河間王脩): Tuoba Xiu (拓跋脩, †416), 5e zoon - Zhangle wang Chuwen (長樂王處文): Tuoba Chuwen (拓跋處文, 403-416), 6e zoon - Guangping wang Lian (廣平王連): Tuoba Lian (拓跋連, †427), 7e zoon - Jingzhao wang Li (京兆王黎:, Tuoba Li (拓跋黎, †428), 8e zoon Mingyuan liu wang (明元六王): zes zonen van keizer Mingyuan (北魏明元帝), r.409-423 - Leping wang Pi (樂平王丕): Tuoba Pi (拓跋丕, †444), 2e zoon - Anding wang Mi (安定王彌): Tuoba Mi (拓跋彌, †424) - Le'an wang Fan (樂安王範): Tuoba Fan (拓跋範, †447), 4e zoon - Yongchang wang Lian (永昌王健): Tuoba Jian (拓跋健, †441), 5e zoon - Jianning wang Chong (建寧王崇): Tuoba Chong (拓跋崇, †453) - Xinxing wang Jun (新興王俊): Tuoba Jun (拓跋俊, †441) Taiwu wu wang (太武五王): vijf zonen van keizer Taiwu (北魏太武帝), r.423-451: - Jin wang Fuluo (晉王伏羅): Tuoba Fuluo (拓跋伏羅, †447), 2e zoon - Dongping wang Han (東平王翰): Tuoba Han (拓跋翰, †452), 3e zoon - Linhuai wang Tan (臨淮王譚:, Tuoba Tan (拓跋譚, †452), 4e zoon - Guangyang wang Jian (廣陽王建): Tuoba Jian (拓跋建, †452), 5e zoon - Nan'an wang Yu (南安王余): Tuoba Yu (拓跋余, †452), was na de moord op zijn vader in 452 voor zeven maanden keizer |
| 17. 18. | Jingmu shi er wang liezhuan (景穆十二王 列傳) | biografieën van twaalf prinsen van Jingmu | Bedoeld zijn twaalf zonen van Tuoba Huang (拓拔晃) (428-451), kroonprins Jingmu (景穆太子) onder keizer Taiwu, r.423-451: - Yangping wang Xincheng (陽平王新成): Tuoba Xincheng (拓跋新成, †470) - Jingzhao wang Zitui (京兆王子推): Tuoba Zitui (拓跋子推, †477) - Jiyin wang Xiaoxincheng (濟陰王小新成): Tuoba Xiaoxincheng (拓跋小新成, †467) - Ruyin wang Tianci (汝陰王天賜): Tuoba Tianci (拓跋天賜) - Lelang wang Wanshou (樂良王萬壽): Tuoba Wanshou (拓跋萬壽, †462) - Guangping wang Luohou (廣平王洛侯): Tuoba Luohou (拓跋洛侯, †461) - Rencheng wang Yun (任城王雲): Tuoba Yun (拓跋雲, 446-481) - Nan'an wang Zhen (南安王楨): Yuan Zhen (元楨, 447-496) - Chengyang wang Zhangshou (城陽王長壽): Tuoba Zhangshou (拓跋長壽, †474) - Zhangwu wang Tailuo (章武王太洛): Tuoba Tailuo (拓跋太洛, †468) - Leling wang Huer (樂陵王胡兒): Tuoba Huer (拓跋胡兒, †468) - Anding wang Xiu (安定王休): Yuan Xiu (元休, †494) |
| 19.     | Wencheng wu wang, Xianwen liu wang, Xiaowen liu wang liezhuan (文成五王 獻文六王 孝文六王 列傳) | biografieën van vijf prinsen van Wencheng, van zes prinsen van Xianwen en van zes prinsen van Xiaowen | Genoemd worden: Wencheng wu wang (文成五王): vijf zonen van keizer Wencheng (北魏文成帝, r.452-465): - Anle wang Zangle (安樂王長樂): Tuoba Zangle (拓跋長樂, †470), 2e zoon - Guangchuan wang Lüe (廣川王略): Tuoba Lüe (拓跋略, 450-480), 3e zoon - Qijun wang Jian (齊郡王簡): Yuan Jian (元簡, 460-499), 4e zoon - Hejian wang Ruo (河間王若): Tuoba Ruo (拓跋若, 460-470), 5e zoon - Anfeng wang Meng (安豐王猛): Tuoba Meng (拓跋猛, †489), 6e zoon Xianwen liu wang (獻文六王): zes zonen van keizer Xianwen (北魏献文 r.465-470): - Xiangyang wang Xi (咸陽王禧): Yuan Xi (元禧, 460-501), 2e zoon - Zhaojun wang Gan (趙郡王幹): Yuan Gan (元幹, 469-499), 3e zoon - Guangling wang Yu (廣陵王羽): Yuan Yu (元羽, 470-501), 4e zoon - Gaoyang wang Yong (高陽王雍): Yuan Yong (元雍, †528), 5e zoon - Beihai wang Xiang (彭城王勰): Yuan Xiang (元詳, 476-504), 7e zoon - Pengcheng wang Xie (北海王詳): Yuan Xie (元勰, 473-508), 6e zoon, ontving postuum de titel keizer Wenmu (文穆皇帝) Xiaowen wu wang (孝文六王): zes zonen van keizer Xiaowen ( 北魏孝文帝, r.471-499): - Feitaizi Xun (廢太子恂): Yuan Xun (元恂, 483-497), 1e zoon - Jingzhao wang Yu (京兆王愉): Yuan Yu (元愉, 480-508), 3e zoon - Qinghe wang Yi (清河王懌): Yuan Yi (元懌, 487-520), 4e zoon - Guangping wang Huai (廣平王懷): Yuan Huai (元懷, 488-517), 5e zoon - Runan wang Yue (汝南王悅): Yuan Yue (元悅, 494-533), 6e zoon - Shang wang (殤王): Yuan Tiao (元恌, 494–500), 7e zoon |
| 20.     | Wei Cao, Mo Han, Liu Kuren, Wei Guzhen, Mu Chong, Xi Jin, Shu Sunjian, An Tong, Yu Yeyan, Wang Jian, Luo Jie, Lou Fulian, Lu Dafei, Xi Mu, He Ba, Mo Ti, He Digan, Li Li, Xi Jua liezhuan (衞操 莫含 劉庫仁 尉古真 穆崇 奚斤 叔孫建 安同 庾業延 王建 羅結 樓伏連 閭大肥 奚牧 和跋 莫題 賀狄干 李栗 奚眷 列傳) | biografieën van Wei Cao, Mo Han, Liu Kuren, Wei Guzhen, Mu Chong, Xi Jin, Shu Sunjian, An Tong, Yu Yeyan, Wang Jian, Luo Jie, Lou Fulian, Lu Dafei, Xi Mu, He Ba, Mo Ti, He Digan, Li Li en Xi Juan | Genoemd worden: - Wei Cao (衞操) - Mo Han (莫含) - Liu Kuren (劉庫仁) - dizhi Luochen 弟子羅辰, Luochen, zoon jongere broer? - Luochen Xuan sun Renzhi (羅辰玄孫仁之), Renzhi, kleinzoon van Luochen Xun? - Wei Guzhen (尉古真) - Zong Xuan sun Jin (從玄孫瑾), achterneef Xuan van kleinzoon Jin? - Mu Chong (穆崇, †406) - Xi Jin (奚斤, 369-448) - Shu Sunjian (叔孫建, 365-437) - An Tong (安同, †429) - Yu Yeyan (庾業延, †407, ook wel: Yu Yue, 庾岳) - Wang Jian (王建) - Luo Jie (羅結) - Lou Fulian (樓伏連, †449) - Zeng sun Bao (曾孫寶), kleinzoon? - Lü Dafei (閭大肥) - Xi Mu (奚牧) - He Ba (和跋, †403) - Mo Ti (莫題, †408) - 賀狄干, He Digan? (賀狄乾, †400) - Li Li (李栗) - Xi Juan (奚眷) |
| 21.     | Yan Feng, Xu Qian, Cui Hong, Zhang Gun, Deng Yanhai liezhuan (燕鳳 許謙 崔宏 張袞 鄧彥海 列傳) | biografieën van Yan Feng, Xu Qian, Cui Hong, Zhang Gun, Deng Yanhai | Genoemd worden: - Yan Feng (燕鳳, †428) - Xu Qian (許謙, 334-396) - Cui Hong (崔宏, †418) - Cui Hao 子浩 †450, zoon - Zhang Gun (張袞, 339-410) - Xun 弟恂, jongere broer - Deng Yanhai 鄧彥海 |
| 22.     | ZhangSun Song, Zhangsun Daosheng, Zhang Sunfei liezhuan (長孫嵩 長孫道生 長孫肥 列傳) | biografieën van Zhang Sun Song, Zhangsun Daosheng, Zhang Sunfei | Genoemd worden: - Zhangsun Song (長孫嵩, 358-437) - 五世孫儉 儉子平 - Zhangsun Daosheng (長孫道生, 370-451) - 曾孫幼 - 幼孫兕 兕子熾 熾弟晟 - 幼子紹遠 紹遠子覽 - 紹遠弟澄 - Zhang Sunfei (長孫肥, †408) |
| 23.     | Yu Lidi liezhuan (于栗磾 列傳) | biografie van Yu Lidi | Genoemd worden: - Yu Lidi (于栗磾) - 孫勁 - 六世孫謹 - 謹子寔 寔子顗 仲文 - 寔弟翼 翼子璽 - 翼弟義 義子宣道 宣敏 |
| 24.     | Cui Cheng, Wang Xian, Feng Yi liezhuan (崔逞 王憲 封懿 列傳) | biografieën van Cui Cheng, Wang Xian, Feng Yi | Genoemd worden: - Cui Cheng (崔逞, †399) - 子頤 - 曾孫彧 彧孫冏 - 玄孫休 - 五世孫㥄 - 六世孫贍 儦 - 逞兄遹 - Wang Xian (王憲, 378-466) - 曾孫昕 晞 晧 - Feng Yi (封懿, †417) - 族曾孫回 回子隆之 回弟子肅 回族弟述 |
| 25.     | Gu Bi, Zhang Li, Liu Jie, Qiu Dui, E Qing, Yi Xu, Yi Gui, Zhou Ji, Dou Daitian, Che Yiluo, Wang Luo'er, Che Lutou, Lu Luyuan, Chen Jian, Lai Dagan, Su Shi, Wan Anguo, Zhou Guan, Wei Bo, Lu Zhen, Lu Luoba, Xue Biaozi, Wei Yuan, Murong Baiyao, He Qinu, Guo Tui, Yu Wenfu liezhuan (古弼 張黎 劉潔 丘堆 娥清 伊珝 乙瑰 周幾 豆代田 車伊洛 王洛兒 車路頭 盧魯元 陳建 來大干 宿石 萬安國 周觀 尉撥 陸真 呂洛拔 薛彪子 尉元 慕容白曜 和其奴 苟頹 宇文福 列傳) | biografieën van Gu Bi, Zhang Li, Liu Jie, Qiu Dui, E Qing, Yi Xu, Yi Gui, Zhou Ji, Dou Daitian, Che Yiluo, Wang Luo'er, Che Lutou, Lu Luyuan, Chen Jian, Lai Dagan, Su Shi, Wan Anguo, Zhou Guan, Wei Bo, Lu Zhen, Lu Luoba, Xue Biaozi, Wei Yuan, Murong Baiyao, He Qinu, Guo Tui, Yu Wenfu | Genoemd worden: - Gu Bi (古弼) - Zhang Li (張黎, †452) - Liu Jie (劉潔) - Qiu Dui (丘堆, †428) - E Qing (娥清) - Yi Xu (伊珝) - Yi Gui (乙瓌, †459) - Zhou Ji (周幾, †426) - Dou Daitian (豆代田) - Cheyi Luo (車伊洛 †454) - Wang Luo Er (王洛兒, †413) - Che Lutou (車路頭) - Lu Luyuan (盧魯元, †443) - Chen Jian (陳建, †485) - Lai Dagan 來大干 in Weishu Lai Daqian (來大千) - Su Shi (宿石, 433-471) - Wan Anguo (萬安國, 454-476) - 嵇根 - Zhou Guan (周觀) - Wei Bo (尉撥, †470) - Lu Zhen (陸真) - Lü Luoba (呂洛拔) - 薛彪子 Xue Biaozi? - 子琡 - Wei Yuan (尉元, 413-439) - Murong Baiyao (慕容白曜, †470) - He Qinu (和其奴, †469) - Gou Tui (苟頹, †489) - Yuwen Fu (宇文福, †520) |
| 26.     | Song Yin, Xu Yan, Diao Yong, Xin Shaoxian, Wei Lang, Du Quan liezhuan (宋隱 許彥 刁雍 辛紹先 韋閬 杜銓 列傳) | biografieën van Song Yin, Xu Yan, Diao Yong, Xin Shaoxian, Wei Lang, Du Quan | Genoemd worden: - Song Yin (宋隱) - 從子愔 - 愔孫弁 - 弁孫欽道 - 弁族弟翻 - 翻弟子世良 世軌 - 翻弟世景 - Xu Yan (許彥) - 五世孫惇 - Diao Yong (刁雍, 390-484) - 子遵 - 曾孫沖 柔 - Xin Shaoxian (辛紹先, †489) - Wei Lang (韋閬) - 孫子粲 - Du Quan (杜銓) |
| 27.     | Qun Zun, Zhang Pu, Gu Hun, Gong Sunbiao, Zhang Ji, Li Xian, Jai Yi, Dou Jin, Li Xin, Han Yanzhi, Yuan Shi, Mao Xiuzhi, Tang He, Kou Zan, Li Fan, Han Xiu, Yao Xuan, Liu Cheng liezhuan (屈遵 張蒲 谷渾 公孫表 張濟 李先 賈彝 竇瑾 李訢 韓延之 袁式 毛脩之 唐和 寇讚 酈範 韓秀 堯暄 柳崇 列傳) | biografieën van Qun Zun, Zhang Pu, Gu Hun, Gong Sunbiao, Zhang Ji, Li Xian, Jai Yi, Dou Jin, Li Xin, Han Yanzhi, Yuan Shi, Mao Xiuzhi, Tang He, Kou Zan, Li Fan, Han Xiu, Yao Xuan, Liu Cheng | Genoemd worden: - Qun Zun? Wei shu: Qu Shun (張蒲) - Zhang Pu (屈遵) - 張蒲 Qu Shun? - Gu Hun (谷渾, †433) - 曾孫楷 - Gongsun Biao (公孫表, 360-424) - Zhang Ji (張濟) - Li Xian (李先) - Jia Yi (賈彝) - Dou Jin (竇瑾, †454) - Li Xin (李訢, †477) - Han Yanzhi (韓延之) zie ook WS38! - Yuan Shi (袁式, †467) - Mao Xiuzhi (毛脩之) - 朱脩之 - 嚴稜 - Tang He (唐和) - Kou Zan (寇讚, 363-448) zie ook WS42! - 孫儁 - Li Fan (酈範, 428-489) - 子道元 - Han Xiu (韓秀) - Yao Xuan (堯暄) - 孫雄 - Liu Chong (柳崇) |
| 28.     | Lu Si, Yuan He, Liu Ni, Xue Ti liezhuan (陸俟 源賀 劉尼 薛提 列傳) | biografieën van Lu Si, Yuan He, Liu Ni, Xue Ti | Genoemd worden: - Lu Si (陸俟, 392-458) - Yuan He (源賀, 407-479) - 曾孫彪 玄孫師 師從叔雄 - Liu Ni (劉尼 †474) - Xue Ti (薛提, †452) |
| 29.     | Sima Xiuzhi, Sima Chuzhi, Liu Chang, Xiao Baoyin, Xiao Zhengbiao, Xiao Zhi, Xiao Tui, Xiao Tai, Xiao Hui, Xiao Yuansu, Xiao Dahuan liezhuan (司馬休之 司馬楚之 劉昶 蕭寶夤 蕭正表 蕭祗 蕭退 蕭泰 蕭撝 蕭圓肅 蕭大圜 列傳) | biografieën van Sima Xiuzhi, Sima Chuzhi, Liu Chang, Xiao Baoyin, Xiao Zhengbiao, Xiao Zhi, Xiao Tui, Xiao Tai, Xiao Hui, Xiao Yuansu, Xiao Dahuan | Genoemd worden: - Sima Xiuzhi (司馬休之, †417) - Sima Chuzhi (司馬楚之, 390-464) - 曾孫裔 Zeng sun yi (nakomelingen?): - Sima Jingzhi (司馬景之) - Sima Shufan (司馬叔璠) - 司馬天 Sima Tian of WS37 Sima Tianzhu (司馬天助) - Liu Chang (劉昶, 436-497) - Xiao Baoyin (蕭寶夤, 487-530) - 兄子贊 - Xiao Zhengbiao (蕭正表, 508-550) WS59 - 蕭祗 ?? - 子放 - 蕭退 ?? - 蕭泰 ?? - 蕭撝 ?? - 蕭圓肅 ?? - 蕭大圜 ?? |
| 30.     | Lu Xuan, Lu Rou, Lu Guan, Lu Tong, Lu Dan liezhuan (盧玄 盧柔 盧觀 盧同 盧誕 列傳) | biografieën van Lu Xuan, Lu Rou, Lu Guan, Lu Tong, Lu Dan | Genoemd worden: - Lu Xuan (盧玄) - 玄孫思道 - 玄孫昌衡 - 曾孫元明 - 玄孫潛 - 盧柔 ?? - 子愷 - Lu Guan (盧觀) - 弟仲宣 叔彪 - 從叔文偉 - Lu Tong (盧同) - 子斐 - 兄子景裕 - 景裕弟辯 - 景裕弟光 光子賁 光從弟勇 - 盧誕 ?? |
| 31.     | Gao Yun, Gao Yu, Lu Cao liezhuan (高允 高祐 盧曹 列傳) | biografieën van Gao Yun, Gao Yu, Lu Cao | Genoemd worden: ?? - Gao Yun (高允, 390-487) - 從祖弟祐 - 祐曾孫德正 - 祐從子乾 昂 季式 |
| 32.     | Cui Jian, Cui Bian, Cui Ting liezhuan (崔鑒 崔辯 崔挺 列傳) | biografieën van Cui Jian, Cui Bian, Cui Ting | Genoemd worden: - Cui Jian (崔鑒) - 兄孫伯謙 - Cui Bian (崔辯, 424-485) - 孫士謙 - 士謙子彭 - 士謙弟說 說子弘度 - Cui Ting (崔挺, 445-503) - 子孝芬 - 孫宣猷 - 曾孫仲方 - 仲方從叔昂 - 挺從子季舒 - 挺族叔暹 |
| 33.     | ?? liezhuan (李靈 李順 李孝伯 李裔 李義深 列傳) | biografieën van ?? | Genoemd worden: - Li Ling (李靈) - 曾孫元忠 - 曾孫渾 - 弟子璨 - 璨五世孫德饒 - 璨曾孫公緒 - Li Shun (李順, †442) - 玄孫元操 - Li Xiaobo (李孝伯) - 兄孫謐 謐子士謙 - 李裔 ?? - 子子雄 - 李義深 ?? - 弟幼廉 |
| 34.     | You Ya, Gao Lu, Zhao Yi, Hu Sou, Hu Fanggui, Zhang Zhan, Duan Chenggen, Kan Yin, Liu Yanming, Zhao Rou, Sou Chang, Song Yao, Jiang Shi liezhuan (游雅 高閭 趙逸 胡叟 胡方回 張湛 段承根 闞駰 劉延明 趙柔 索敞 宋繇 江式 列傳) | biografieën van You Ya, Gao Lu, Zhao Yi, Hu Sou, Hu Fanggui, Zhang Zhan, Duan Chenggen, Kan Yin, Liu Yanming, Zhao Rou, Sou Chang, Song Yao, Jiang Shi | Genoemd worden: - You Ya (游雅, 404-461) - 從祖弟明根 - Gao Lu (高閭, †502) - Zhao Yi (趙逸) - 兄子琰 - Hu Sou (胡叟) - Hu Fanghui (胡方回) - Zhang Zhan (張湛) - Duan Chenggen (段承根) - 宗欽 - Kan Yin (闞駰) - 劉延明 ?? - Zhao Rou (趙柔) - Sou Chang (索敞) - Song Yao (宋繇, 361-†?) - 玄孫遊道 - Jiang Shi (江式) |
| 35.     | Wang Huilong, Zheng Xi liezhuan (王慧龍 鄭羲 列傳) | biografieën van Wang Huilong, Zheng Xi | Genoemd worden: - Wang Huilong (王慧龍, 391-440) - 玄孫松年 - 五世孫劭 - Zheng Xi (鄭羲, 426-492) - 孫述祖 - 從曾孫道邕 道邕子譯 譯叔祖儼 儼從子偉 |
| 36.     | liezhuan Xue Bian, Xue Zhi, Xue Cheng (薛辯 薛寘 薛憕 列傳) | biografieën van Xue Bian, Xue Zhi, Xue Cheng | Genoemd worden: - Xue Bian (薛辯, 379-422) - 五世孫端 端子冑 端從子濬 - 孫湖 湖子聰 聰子孝通 孝通子道衡 - 聰弟子善 善弟慎 - 薛寘 ?? - 薛憕 ?? |
| 37.     | Han Mao, Pi Baozi, Feng Chiwen, Lu Luohan, Kong Bogong, Tian Yizong, Meng Biao, Xi Kangsheng, Yang Dayan, Cui Yanbo, Li Shuren liezhuan (韓茂 皮豹子 封敕文 呂羅漢 孔伯恭 田益宗 孟表 奚康生 楊大眼 崔延伯 李叔仁 列傳) | biografieën van Han Mao, Pi Baozi, Feng Chiwen, Lu Luohan, Kong Bogong, Tian Yizong, Meng Biao, Xi Kangsheng, Yang Dayan, Cui Yanbo, Li Shuren | Genoemd worden: - Han Mao (韓茂, 406-456) - Pi Baozi (皮豹子, †464) - Feng Chiwen (封敕文) - Lu Luohan (呂羅漢) - Kong Bogong (孔伯恭, †469) - Tian Yizong (田益宗) - Meng Biao (孟表) - Xi Kangsheng (奚康生, 486-521) - Yang Dayan (楊大眼, †518) - Cui Yanbo (崔延伯, †525) - 李叔仁 ?? |
| 38.     | Pei Jun, Pei Yanjun, Pei Tuo, Pei Guo, Peikuan, Pei Xia, Pei Wenju, Pei Renji liezhuan (裴駿 裴延雋 裴佗 裴果 裴寬 裴俠 裴文舉 裴仁基 列傳) | biografieën van Pei Jun, Pei Yanjun, Pei Tuo, Pei Guo, Peikuan, Pei Xia, Pei Wenju, Pei Renji | Genoemd worden: - Pei Jun (裴駿, †468) - 孫敬憲 莊伯 - 從弟安祖 - Pei Yanjun (裴延儁, †528) - 裴佗 - 子讓之 - 孫矩 - 皇甫和 - 裴果 ?? - 裴寬 ?? - 裴俠 ?? - 子祥 肅 - 裴文舉 ?? - 裴仁基 ?? |
| 39.     | Xue Andou, Liu Xiubin, Fang Fashou, Bi Zhongjing, Yan Zhi liezhuan (薛安都 劉休賓 房法壽 畢眾敬 羊祉 列傳) | biografieën van Xue Andou, Liu Xiubin, Fang Fashou, Bi Zhongjing, Yan Zhi | Genoemd worden: - Xue Andou (薛安都, 410-469) - Liu Xiubin (劉休賓, †472) - Fang Fashou (房法壽), WS43 房法夀?? - 曾孫豹 - 玄孫彥謙 - 族子景伯 - Bi Zhongjing (畢眾敬, †491), WS61 畢衆敬?? - 曾孫義雲 - Yang Zhi (羊祉) - 子深 - 孫肅 - 弟子敦 烈 |
| 40.     | Han Qilin, Cheng Jun, Li Biao, Gao Daoyue, Zhen Chen, Zhangzuan, Gao Cong liezhuan (韓麒麟 程駿 李彪 高道悅 甄琛 張纂 高聰 列傳) | biografieën van Han Qilin, Cheng Jun, Li Biao, Gao Daoyue, Zhen Chen, Zhangzuan, Gao Cong | Genoemd worden: - Han Qilin 韓麒麟, 433-488) - Cheng Jun (程駿) - Li Biao (李彪, 444-501) - 孫昶 - Gao Daoyue (高道悅), WS62 高道悦?? - Zhen Chen (甄琛, †524) Zhangzuan ?? - Gao Cong (高聰, 452-520) |
| 41.     | Yang Bo, Yang Fu liezhuan (楊播 楊敷 列傳) | biografieën van Yangbo, Yang Fu | Genoemd worden: - Yang Bo (楊播, 453-513) - 子侃 - 弟椿 椿子昱 - 弟津 津子遁 逸 謐 - 謐弟愔 - 燕子獻 - 鄭頤 - 楊敷 ?? - 子素 - 孫玄感 - 素弟約 - 約從叔异 - 叔父寬 寬子文思 紀 |
| 42.     | Wang Su, Liu Fang, Chang Shuang liezhuan (王肅 劉芳 常爽 列傳) | biografieën van Wang Su, Liu Fang, Chang Shuang | Genoemd worden: - Wang Su (王肅, 464-501) - Liu Fang (劉芳, 453-513) - 孫逖 - 從子懋 - Chang Shuang (常爽) - 孫景 |
| 43.     | Gao Zuo, Zhang Yi, Xing Luan, Li Chong liezhuan (郭祚 張彝 邢巒 李崇 列傳) | biografieën van Gao Zuo, Zhang Yi, Xing Luan, Li Chong | Genoemd worden: - Guo Zuo (郭祚, 449-515) - Zhang Yi (張彝) - 孫晏之 - 曾孫乾威 - Xing Luan (邢巒, 464-514) - 弟子昕 - 族弟臧 卲 - Li Chong (李崇, 454-525) - 從弟平 平子奬 諧 |
| 44.     | Cui Guang, Cui Liang liezhuan (崔光 崔亮 列傳) | biografieën van Cui Guang, Cui Liang | Genoemd worden: - Cui Guang (崔光, 451-523) - 子劼 - 弟子鴻 - Cui Liang (崔亮, 459-521) - 從弟光韶 - 叔祖道固 |
| 45.     | Pei Shuye, Xiahou Daoqian, Li Yuanhu, Xi Fayou, Wang Shibi, Jiang Yuezhi, Chun Yudan, Shen Wenxiu, Zhang Dang, Li Miao, Liu Zao, Fu Yong, Fu Shuyan, Zhang Lie, Li Shubiao, Lu Shiqing, Fang Liang, Cao Shibiao, Pan Yongji, Zhu Yuanxu liezhuan (裴叔業 夏侯道遷 李元護 席法友 王世弼 江悅之 淳于誕 沈文秀 張讜 李苗 劉藻 傅永 傅竪眼 張烈 李叔彪 路恃慶 房亮 曹世表 潘永基 朱元旭 列傳) | biografieën van Pei Shuye, Xiahou Daoqian, Li Yuanhu, Xi Fayou, Wang Shibi, Jiang Yuezhi, Chun Yudan, Shen Wenxiu, Zhang Dang, Li Miao, Liu Zao, Fu Yong, Fu Shuyan, Zhang Lie, Li Shubiao, Lu Shiqing, Fang Liang, Cao Shibiao, Pan Yongji, Zhu Yuanxu | Genoemd worden: - Pei Shuye (裴叔業) - Xiahou Daoqian (夏侯道遷, 438-500) - Li Yuanhu (李元護) - Xi Fayou (席法友, †517) - Wang Shibi (王世弼, †520) - Jiang Yuezhi (江悅之, 445-505) - Chun Yudan (淳于誕) - Shen Wenxiu (沈文秀, 426-486) - Zhang Dang (張讜, †474) - Li Miao (李苗) - Liu Zao (劉藻) - Fu Yong (傅永) - Fu Shuyan (傅竪眼), WS70 傅豎眼 - Zhang Lie (張烈) - 李叔彪 ?? - Lu Shiqing (路恃慶) - Fang Liang (房亮) - Cao Shibiao (曹世表) - Pan Yongji (潘永基) - Zhu Yuanxu (朱元旭) |
| 46.     | Sun Shao, Zhang Puhui, Cheng Yan, Fan Shao, Liu Taofu, Lu Yu, Zhang Yao, Liu Daobin, Dong Shao, Feng Yuanxing liezhuan (孫紹 張普惠 成淹 范紹 劉桃符 鹿悆 張燿 劉道斌 董紹 馮元興 列傳) | biografieën van Sun Shao, Zhang Puhui, Cheng Yan, Fan Shao, Liu Taofu, Lu Yu, Zhang Yao, Liu Daobin, Dong Shao, Feng Yuanxing | Genoemd worden: - Sun Shao (孫紹) - Zhang Puhui (張普惠) - Cheng Yan (成淹) - Fan Shao (范紹) WS79 範紹 - Liu Taofu (劉桃符, 460-510) - Lu Yu (鹿悆) - 張燿 ?? - Liu Daobin (劉道斌) - Dong Shao (董紹) - Feng Yuanxing (馮元興) |
| 47.     | Yuan Fan, Yang Ni, Jiao Sibo, Zu Ying liezhuan (袁翻 陽尼 賈思伯 祖瑩 列傳) | biografieën van Yuan Fan, Yang Ni, Jiao Sibo, Zu Ying | Genoemd worden: - Yuan Fan (袁翻, 476-528) - 弟躍 躍子聿脩 - Yang Ni (陽尼) - 從孫固 - 固子休之 - 固從兄藻 藻子斐 - 固從弟元景 - Jia Sibo (賈思伯, 468-525) - Zu Ying (祖瑩) - 子珽 |
| 48.     | Er Zhurong liezhuan (尒朱榮 列傳) | biografie van Er Zhurong | Genoemd worden: - Erzhu Rong (尒朱榮, 493-530) - 子文暢 文略 - 從子兆 - 從弟彥伯 彥伯子敞 彥伯弟仲遠 世隆 - 榮從父弟度律 - 榮從祖兄子天光 |
| 49.     | Zhu rui, Chilie Yanqing, Hu Sichun, Jia Xiandu, Fan Zihu, Hou Shen, He Bayun, Houmo Chenyue, Nian Xian, Liang Lan, Lei Shao, Mao Xia, Yi Fulang liezhuan (朱瑞 叱列延慶 斛斯椿 賈顯度 樊子鵠 侯深 賀拔允 侯莫陳悅 念賢 梁覽 雷紹 毛遐 乙弗朗 列傳) | biografieën van Zhu rui, Chilie Yanqing, Hu Sichun, Jia Xiandu, Fan Zihu, Hou Shen, He Bayun, Houmo Chenyue, Nian Xian, Liang Lan, Lei Shao, Mao Xia, Yi Fulang | Genoemd worden: - Zhu Rui (朱瑞, 482-531) - Chilie Yanqing (叱列延慶, †534) - Husi Chun (斛斯椿, 495-537) - 子徵 - 孫政 - Jia Xiandu (賈顯度) - 弟智 - Fan Zihu (樊子鵠, †535) - 侯深 ?? - 賀拔允 ?? - 弟勝 - 弟岳 - Houmo Chenyue (侯莫陳悅) - 念賢 ?? - 梁覽 ?? - 雷紹 ?? - 毛遐 ?? - 弟鴻賓 - 乙弗朗 ?? |
| 50.     | Xin Xiong, Yang Ji, Gao Daomu, Qi Jun, Shan Wei, Yuwen Zhongzhi, Fei Mu, Meng Wei liezhuan (辛雄 楊機 高道穆 綦雋 山偉 宇文忠之 費穆 孟威 列傳) | biografieën van Xin Xiong, Yang Ji, Gao Daomu, Qi Jun, Shan Wei, Yuwen Zhongzhi, Fei Mu, Meng Wei | Genoemd worden: - Xin Xiong (辛雄, †534) - 族祖琛 琛子術 術族子德源 - Yang Ji (楊機) - 高道穆 ?? - 兄謙之 - Qi Jun (綦儁) - Shan Wei (山偉) - Yuwen Zhongzhi (宇文忠之) - 費穆 ?? - Meng Wei (孟威, †536) |
| 51. 52. | qi zong shi zhu wang liezhuan (齊宗室諸王 列傳) | biografieën van de keizerlijke familie van Qi | Genoemd worden: - Zhaojun wang Chen (趙郡王琛): Gao Chen (高琛), prins van Zhaojun, broer van Gao Huan - Zi Rui (子叡): Gao Rui (高叡, 534-569), zoon - Qinghe wang Yue (清河王岳): Gao Yue (高岳, 512-555), prins van Qinghe, neef van Gao Huan - Zi Mai (子勱): Gao Mai 高勱, 544-599), zoon - Guangping gong Cheng (廣平公盛): Gao Cheng 高盛, †536), hertog van Guangping (廣平公) - Yangzhou gong Yongle (陽州公永樂): Gao Yongle (高永樂, 516-540), hertog van Yangzhou (陽州公) - Xiangle wang Xianguo (襄樂王顯國): Gao Xianguo (高顯國), prins van Xiangle - Shangluo wang Sizong (上洛王思宗): Gao Sizong (高思宗), prins van Shangluo - Zi Yuanhai (子元海): Gao Yuanhai (高元海, †578), zoon - Di Sihao (弟思好): Gao Sihao (高思好, †574), broer - Pingqin wang Guiyan (平秦王歸彥): Gao Guiyan (高歸彥, †562), prins van Pingqin (平秦王), jongere broer van Gao Huan - 兄子普 - Changle taishou Lingshan (長樂太守靈山): Gao Lingshan (高靈山) - Shenwu zhuzi (神武諸子) zonen van Gao Huan: - Yong'an wang Jun (永安王浚): Gao Jun (高浚, †558), prins Jianping van Yong'an (永安簡平王), 3e zoon - Pingyang Jingyi wang Yan (平陽王淹): Gao Yan (高淹, 531–564), prins Jingyi van Pingyang (平陽靖翼王), 4e zoon - Pengcheng wang You (彭城王浟): Gao You (高浟, 533–564), prins Jingsi van Pengcheng (彭城景思王), 5e zoon - Shangdang wang Huan (上黨王渙): Gao Huan (高渙, 533–558), prins Gangsu van Shangdang (上黨剛肅王), 7e zoon - Xiang Cheng wang Yu (襄城王淯): Gao Yu (高淯, 536–551), prins Chengjing van Xiang (襄城景王), 8e zoon - Rencheng wang Jie (任城王湝): Gao Jie (高湝, 538–577), prins van Rencheng (任城王), 10e zoon - Gaoyang wang Shi (高陽王湜): Gao Shi (高湜, 538–560), prins Kangmu van Gaoyang (高陽康穆王), 11e zoon - Boling wang Ji (博陵王濟): Gao Ji (高濟, †569), prins Wenjian van Boling (博陵文簡王), 12e zoon - Huashan wang Ning (華山王凝): Gao Ning (高凝), prins van Huashan (華山王), 13e zoon - Fengyi wang Run (馮翊王潤): Gao Run (高潤, 543–575), prins van Fengyi (馮翊王), 14e zoon - Hanyang wang Qia (漢陽王洽): Gao Qia (高洽, 542–554), prins Jinghuai van Hanyang (漢陽敬懷王), 15e zoon - Wenxiang zhuzi (文襄諸子): zonen van Gao Chen: - Henan wang Xiaowan (河南王孝瑜): Gao Xiaowan (高孝瑜, †563), vanaf 550 prins Kangshu van Henan (河南康舒王), gedood in 563 door keizer Wucheng van Noordelijk Q - Guangning wang Xiaoheng (廣寧王孝珩): Gao Xiaoheng (高孝珩, †577), vanaf 560 prins van Guangning (廣寧王) - Hejian wang Xiaowan (河間王孝琬): Gao Xiaowan (高孝琬, 541-566), vanaf 550 prins van Hejian (河間王), overleed in 566 aan verwondingen hem aangedaan door keizer Wucheng van Noordelijk Qi - Lanling wang Changgong (蘭陵王長恭): Gao Changgong (高長恭, †573), vanaf 560 prins Wu van Lanling (蘭陵武王), in 573 vergiftigd door Gao Wei - Ande wang Yanzong (安德王延宗): Gao Yanzong (高延宗, 544-577), vanaf 555 prins van Ande (安德王), verklaarde zichzelf tot keizer 576, in 577 terechtgesteld door keizer Wu van de Noordelijke Zhou - Yuyang wang Shaoxin (漁陽王紹信): Gao Shaoxin (高紹信, †577), prins van Yuyang (漁陽王), in 577 terechtgesteld door keizer Wu van de Noordelijke Zhou - Wenxuan zhuzi (文宣諸子): zonen van Gao Yang (高洋, 526–559), de eerste keizer van de Noordelijke Qi: - Taiyuan wang Shaode (太原王紹德): Gao Shaode (高紹德, 548–562), prins van Taiyuan (太原王 ), 2e zoon - Fanyang wang Shaoyi (范陽王紹義): Gao Shaoyi (高紹義, †580), prins van Fanyang (范陽王), 3e zoon - Xihe wang Shaoren (西河王紹仁): Gao Shaoren (高紹仁, †577), prins van Xihe (西河王), 4e zoon - Longxi wang Shaolian (隴西王紹廉): Gao Shaolian (高紹廉, 553–577), prins van Longxi (隴西王), 5e zoon - Xiaozhao zhuzi (孝昭諸子): zonen van keizer Xiaozhao (北齊孝昭帝, r.560-561). Bedoeld is Gao Yan (高演, 535–561): - 樂陵王百年): Gao Bainian (高百年, 556–564), prins Leling Lianghuai (樂陵良懷王), 2e zoon, omdat hij de zoon van keizerin Xiaozhao was, werd hij toch kroonprins - Runan wang Yanli (汝南王彥理): Gao Yanli (高彥理), prins van Runan (汝南王), 3e zoon - Shiping wang Yande (始平王彥德): Gao Yande (高彥德), prins van Shiping (始平王), 4e zoon - Chengyang wang Yanji (城陽王彥基): Gao Yanji (高彥基), prins van Chengyang (城陽王), 5e zoon - Dingyang wang Yankang (定陽王彥康): Gao Yankang (高彥康), prins van Dingyang (定陽王), 6e zoon - Ruyang wang Yanzhong (汝陽王彥忠): Gao Yanzhong (高彥忠), prins van Ruyang (汝陽王), 7e zoon - Wucheng zhuzi (武成諸子): zonen van keizer Wucheng (北齊武成帝, r.561-564). Bedoeld is Gao Zhan (高湛, 537–569): - 南陽王綽): Gao Chuo (高綽, 556–574), prins van Nanyang (南陽王), 1e zoon. Keizer Wucheng verklaarde later dat een andere zoon, Gao Wei (557-577) eerder was geboren en daarom werd aangewezen als kroonprins. Hij werd de latere keizer Houzhu (r.565-577) - 琅邪王儼): Gao Yan (高儼, 557–571), prins van Langxie (琅邪王), 3e zoon. Probeerde in 571 de macht van zijn broer Gao Wei over te nemen. Toen dit mislukte werd hij door Gao Wei terechtgesteld. Postuum: keizer Chugong'ai (楚恭哀皇帝) - Qi'an wang Kuo (齊安王廓): Gao Kuo (高廓, †577), prins van Qi'an (齊安王), 4e zoon - Beiping wang Zhen (北平王貞): Gao Zhen (高貞, †577), prins van Beiping (北平王), 5e zoon - Gaoping wang Renying (高平王仁英): Gao Renying (高仁英, †594) prins van Gaoping (高平王), 6e zoon - Huainan wang Renguang (淮南王仁光): Gao Renguang (高仁光, †577), prins van Huainan (淮南王), 7e zoon - Xihe wang Renji (西河王仁機): Gao Renji (高仁幾, †577), prins van Xihe (西河王), 8e zoon - Leping wang Renyong (樂平王仁邕): Gao Renyong (高仁邕, †577), prins van Leping (樂平王), 9e zoon - Yingchuan wang Renjian (潁川王仁儉): Gao Renjian (高仁儉, †577), prins van Yingchuan (潁川王), 10e zoon - Anle wang Renya (安樂王仁雅): Gao Renya (高仁雅), prins van Anle (安樂王), 11e zoon - Danyang wang Renzhi (丹楊王仁直): Gao Renzhi (高仁直, †577), prins van Danyang (丹楊王), 12e zoon - Donghai wang Renqian (東海王仁謙): Gao Renqian (高仁謙, †577), prins van Donghai (東海王), 13e zoon - Houzhu zhuzi (後主諸子): zoon van Houzhu (Beiqi Houzhu, 北齊後主, r.565-577). Bedoeld is Gao Wei (高緯, 557-577): - Dongping wang Ke deng 東平王恪等: Gao Ke (高恪, †572), prins van Dongping (東平王), 2e zoon - et cetera. |
| 53.     | Wan Sipu, Kezhui Hunyuan, Liu Feng, Poli Hanchang, Jin Zuo, Liu Gui, Cai Jun, Han Xian, Wei Zhangming, Wan Huai, Ren Xiang, Moduoluo Daiwen, Shedi Huiluo, She Dicheng, Zhang Baoluo, Houmo Chenxiang, Xue Guyan, Hulu Qiangju, Zhang Qiong, Song Xian, Wang Ze, Murong Shaozong, Chi Lieping, Buda Hansa, Xue Xiuyi, Murong Yan, Pan Le, Peng le, Bao Xian, Pi Jinghe, Qi Lianmeng, Yuan Jingan, Dugu Yongye, Xianyu Shirong, Fu Fu liezhuan (万俟普 可朱渾元 劉豐 破六韓常 金祚 劉貴 蔡雋 韓賢 尉長命 王懷 任祥 莫多婁貸文 厙狄迴洛 厙狄盛 張保洛 侯莫陳相 薛孤延 斛律羌舉 張瓊 宋顯 王則 慕容紹宗 叱列平 步大汗薩 薛脩義 慕容儼 潘樂 彭樂 暴顯 皮景和 綦連猛 元景安 獨孤永業 鮮于世榮 傅伏 列傳) | biografieën van Wan Sipu, Kezhui Hunyuan, Liu Feng, Poli Hanchang, Jin Zuo, Liu Gui, Cai Jun, Han Xian, Wei Zhangming, Wan Huai, Ren Xiang, Moduoluo Daiwen, Shedi Huiluo, She Dicheng, Zhang Baoluo, Houmo Chenxiang, Xue Guyan, Hulu Qiangju, Zhang Qiong, Song Xian, Wang Ze, Murong Shaozong, Chi Lieping, Buda Hansa, Xue Xiuyi, Murong Yan, Pan Le, Peng le, Bao Xian, Pi Jinghe, Qi Lianmeng, Yuan Jingan, Dugu Yongye, Xianyu Shirong, Fu Fu | Genoemd worden: - Wan Sipu (万俟普) - zi Luo (子洛), Wan Luo (万洛), zoon - 可朱渾元 Kezhu Hunyuan (可朱渾元, †559) - Liu Feng (劉豐) - Poliuhan Chang (破六韓常) - Jin Zhuo (金祚) - Liu Gui (劉貴, †539) - Cai Jun (蔡儁) - Han Xian (韓賢, †534) - Wei Zhangming (尉長命) - Wang Huai (王懷) - 任祥 ?? - 子冑 - Moduoluo Daiwen (莫多婁貸文) - zi Jingxian (子敬顯), Moduoluo Jingxian (莫多婁敬顯), zoon - Shedi Huiluo (厙狄迴洛) - She Dicheng (厙狄盛) - Zhang Baoluo (張保洛, †560) - 賀拔仁 - Qu Zhen (麴珍) - Duan Chen (段琛) - Wei Biao (尉摽) - 摽子相貴 - 康德 - 韓建業 - 封輔相 - Fan Sheyue (范舍樂) - Di Sheyue (牒舍樂) - Houmo Chenxiang (侯莫陳相, 489-571) - Xue Guyan (薛孤延) - Hulü Qiangju (斛律羌舉) - zi Xiaoqing (子孝卿), Hulü Xiaoqing (斛律孝卿), zoon - Zhang Qiong (張瓊) - Song Xian (宋顯) - Wang Ze (王則) - Murong Shaozong (慕容紹宗, 501-549) - Chi Lieping (叱列平, 504-554) - Buda Hansa (步大汗薩) - Xue Xiuyi (薛脩義, 477-554) - Murong Yan (慕容儼) - Shedi Fulian (厙狄伏連) - Pan Le (潘樂, 508-555) - 彭樂 ?? - Bao Xian (暴顯) - Pi Jinghe (皮景和, 521-575) - Qilian Meng (綦連猛, †577) - Yuan Jing'an (元景安) - Dugu Yongye (獨孤永業, †580) - Xianyu Shirong, (鮮于世榮, †577) - Fu Fu (傅伏) - 高寶寧 |
| 54.     | Sun Teng, Gao Longzhi, Sima Ziru, Doutai, Wei Jing, Lou Zhao, She Digan, Han Gui, Duan Rong, Hulü jin liezhuan (孫騰 高隆之 司馬子如 竇泰 尉景 婁昭 厙狄干 韓軌 段榮 斛律金 列傳) | biografieën van Sun Teng, Gao Longzhi, Sima Ziru, Doutai, Wei Jing, Lou Zhao, She Digan, Han Gui, Duan Rong, Hulü jin | Genoemd worden: - Sun Teng (孫騰, 481-548) - Gao Longzhi (高隆之) - Sima Ziru (司馬子如, †554) - 子消難 - 裴藻 - 兄子膺之 - Dou Tai (竇泰, 500-537) - Wei Jing (尉景, †547) - Lou Zhao (婁昭) - 兄子叡, Lou Rui (婁叡), zoon oudere broer van Zhao - She Digan (厙狄干, †553) - sun Shiwen (孫士文), She Shiwen (厙士文), kleinzoon - Han Gui (韓軌, †554) - Duan Rong (段榮, 478-538) - zi Shao (子韶), Duan Shao (段韶), zoon - zi Xiaoyan (子孝言), Duan Xiaoyan (段孝言), zoon - Hulü Jin (斛律金, 488-567) - zi Guang (子光), Hulü Guang (斛律光, 515-572), zoon van Jin - zi Xian (子羨), Hulü Xian (斛律羨, 518-572), zoon van Jin |
| 55.     | Sun Qian, Chen Yuankang, Du Bi, Zi Taiqing, Fang Mo, Zi Gongyi, Zhang Zuan, Zhang Liang, Zhao Qi, Xu Yuan, Zhang Yao, Wang Jun, Wang Hong, Jing Xianjun, Ping Jian, Tang Yong, Bai Jian, Yuan Wenyao, Zhao Yanshen, He Lian, Zi Yue, Feng Zicong, Zi Ciming, Lang Ji, Zi Mao liezhuan (孫搴 陳元康 杜弼 子臺卿 房謨 子恭懿 張纂 張亮 趙起 徐遠 張曜 王峻 王紘 敬顯雋 平鑒 唐邕 白建 元文遙 趙彥深 赫連 子悅 馮子琮 子慈明 郎基 子茂 列傳) | biografieën van Sun Qian, Chen Yuankang, Du Bi, Zi Taiqing, Fang Mo, Zi Gongyi, Zhang Zuan, Zhang Liang, Zhao Qi, Xu Yuan, Zhang Yao, Wang Jun, Wang Hong, Jing Xianjun, Ping Jian, Tang Yong, Bai Jian, Yuan Wenyao, Zhao Yanshen, He Lian, Zi Yue, Feng Zicong, Zi Ciming, Lang Ji, Zi Mao | Genoemd worden: - Sun Qian (孫搴) - Chen Yuankang (陳元康, 488-549) - Du Bi (杜弼, 491-559) - 子臺卿 - 房謨 ?? - 子恭懿 - Zhang Zuan (張纂, †550) - Zhang Liang (張亮) - 趙起 徐遠 - 張曜 ?? - Wang Jun (王峻, †573) - Wang Hong (王紘) - Jing Xianjun (敬顯儁, †560) - Ping Jian (平鑒) - Tang Yong (唐邕, †580) - Bai Jian (白建, †576) - Yuan Wenyao (元文遙), nakomeling van de Noordelijke Wei-dynastie - Zhao Yanshen (趙彥深, 507-576) - Helian Ziyue (赫連子悅, 501-573) - Feng Zicong (馮子琮, 529-571), afstammeling van Feng Hong (馮弘, †438, laatste heerser (r.430-436) van Noordelijke Yan, die in 436 naar Goguryeo vluchtte) - 子慈明 - Lang Ji (郎基) - 子茂 |
| 56.     | Wei Shou, Wei Zhangxian, Wei Jijing, Wei Langen liezhuan (魏收 魏長賢 魏季景 魏蘭根 列傳) | biografieën van Wei Shou, Wei Zhangxian, Wei Jijing, Wei Langen | Genoemd worden: - Wei Shou (魏收, 507-572), samensteller van het Boek van de Wei - 魏長賢 ?? - 魏季景 ?? - 子澹 - Wei Langen (魏蘭根, 475-535) - 族子愷 |
| 57.     | Zhou zong shi liezhuan (周宗室 列傳) | biografieën van de keizerlijke familie van Zhou | Genoemd worden: - Shaohui gong Hao (邵惠公顥): Yuwen Hao (宇文顥, 490-524), hertog van Shaohui, broer van Yuwen Tai - 子什肥): Yuwen Shifei (宇文什肥), zoon van Yuwen Hao - 子導): Yuwen Dao (宇文導), zoon van Yuwen Hao - 子護: Yuwen Hu (宇文護, 513-572), hertog van Jindang (晉蕩公護). Feitelijke machthebber 557-572, dwong de laatste keizer van de Westelijke Wei tot afstand, liet zijn beide opvolgers, keizer Xiaomin (Yuwen Jue) en keizer Ming (Yuwen Yu) doden, maar werd zelf in 572 op bevel van de door hem aangestelde keizer Wu (Yuwen Yong) vermoord. - Chi Luoxie (叱羅協) - Feng Qian (馮遷, 501-578), minister - Qijian gong Lian (杞簡公連): Yuwen Lian (宇文連, †524), hertog van Qijian, broer van Yuwen Tai - Juzhuang gong Luosheng (莒莊公洛生): Yuwen Luosheng (宇文洛生, †528), hertog van Juzhuang, broer van Yuwen Tai - Yuguo gong Zhong (虞國公仲): Yuwen Zhong (宇文仲), hertog van Yuguo - 廣川公測 ?? - 弟深 深子孝伯 - 東平公神舉 - 弟慶 |
| 58.     | zhou shi zhu wang liezhuan (周室諸王 列傳) | biografieën van prinsen van de keizerlijke familie van Zhou | Genoemd worden: - Wendi shi wang (文帝十王): tien prinsen van keizer Wen. Bedoeld is Yuwen Tai (宇文泰, 507–556), sinds 534 regent en daarmee feitelijk machthebber onder de Westelijke Wei-dynastie. Postume naam: keizer Taizu Wen - Songxian gong Zhen (宋獻公震): Yuwen Zhen (宇文震), hertog Songxian (宋獻公, †550), 2e zoon - Weila wang Zhi (衞剌王直): Yuwen Zhi (宇文直), prins Weila (衞剌王, †574), 6e zoon - Qiyang wang Xian (齊煬王憲): Yuwen Xian (宇文憲), prins Qiyang (齊煬王, 545–578), 5e zoon - Zhaojian wang Zhao (趙僭王招): Yuwen Zhao (宇文招), prins Zhaojian (趙僭王, †581), 7e zoon - Qiaoxiao wang Jian (譙孝王儉): Yuwen Jian (宇文儉), prins Qiaoxiao (譙孝王, 551–578), 8e zoon - Chenhuo wang Chun (陳惑王純): Yuwen Chun (宇文純), prins Chenhuo (陳惑王, †581), 9e zoon - Yueye wang Sheng (越野王盛): Yuwen Sheng (宇文盛), prins Yueye (越野王, †581), 10e zoon - Daibi wang Da (代奰王達): Yuwen Da (宇文達), prins Daibi (代奰王, †581), 11e zoon - Jikang gong Tong (冀康公通): Yuwen Tong (宇文通), hertog van Jikang (冀康公, 555–571), 12e zoon - Tengwen wang You (滕聞王逌): Yuwen You (宇文逌), prins Tengwen (滕聞王, 556–581), 13e zoon - 孝閔帝一王: één zoon van keizer Xiaomin: - Jili wang Kang (紀厲王康): Yuwen Kang (宇文康), prins Jili (紀厲王, †576), 1e zoon - 明帝二王: twee zonen van keizer Ming: - Bila wang Xian (畢剌王賢): Yuwen Xian (宇文賢), prins Bila (畢剌王, 559–580), 1e zoon - Feng wang Zhen (酆王貞): Yuwen Zhen (宇文貞), prins Feng (酆王, †581), 2e zoon - 武帝六王: zes zonen van keizer Wu: - Han wang Zan deng (漢王贊等): Yuwen Zan (宇文贊), prins Han (漢王, †581), 2e zoon - et cetera - 宣帝二王: twee zonen van keizer Xuan: - Lai wang Kan deng (萊王衎等): Yuwen Kan (宇文衎), prins Lai (萊王, †581), 2e zoon - et cetera |
| 59.     | Kou Luo, Zhao Gui, Li Xian, Liang Yu liezhuan (寇洛 趙貴 李賢 梁禦 列傳) | biografieën van Kou Luo, Zhao Gui, Li Xian, Liang Yu | Genoemd worden: - Kou Luo (寇洛) - Zhao Gui (趙貴, †557) - 從祖兄善 - Liu Xian (李賢, 504-569) - 子詢 崇 - 孫敏 - 弟遠 - 弟穆 穆子渾 - Liang Yu (梁禦, 505-538) - 子睿 |
| 60.     | Li Bi, Yuwen Gui, Houmochen Chong, Wang Xiong liezhuan (李弼 宇文貴 侯莫陳崇 王雄 列傳) | biografieën van Li Bi, Yuwen Gui, Houmochen Chong, Wang Xiong | Genoemd worden: - Li Bi (李弼, 494-557) - 曾孫密 - Yuwen Gui (宇文貴, †568) - 子忻 - 子愷 - Houmochen Chong (侯莫陳崇, †563) - Houmochen Ying (侯莫陳穎, zoon van Chong) - Houmochen Shun (侯莫陳順, oudere broer van Chong, †557) - Wang Xiong (王雄, 507-564) - 子謙 |
| 61.     | Wang Meng, Dugu Xin, Dou Chi, Helian Xiang, Chilie Fugui, Yan Qing, Shi Ning, Quan Jingxuan liezhuan (王盟 獨孤信 竇熾 賀蘭祥 叱列伏龜 閻慶 史寧 權景宣 列傳) | biografieën van Wang Meng, Dugu Xin, Dou Chi, Helian Xiang, Chilie Fugui, Yan Qing, Shi Ning, Quan Jingxuan | Genoemd worden: - Wang Meng (王盟, †545) - 子勱 - 從孫誼 - Dugu Xin (獨孤信, 503-557) - 子羅 - Dou Chi (竇熾, 507-584) - 兄子榮定 - 兄子毅 - Helan Xiang (賀蘭祥, 515-562) - Chilie Fugui (叱列伏龜, †551) - Yan Qing (閻慶) - 子毗 - Shi Ning (史寧, †563) - 子雄 祥 - Quan Jingxuan (權景宣, †567) |
| 62.     | Wang Pi, Wang Sizheng, Yuchi Jiong, Wang Gui liezhuan (王羆 王思政 尉遲迥 王軌 列傳) | biografieën van Wang Pi, Wang Sizheng, Yuchi Jiong, Wang Gui | Genoemd worden: - Wang Pi (王羆, †541), legerleider onder de noordelijke en westelijke Wei - 孫長述 - Wang Sizheng (王思政, †550) - Yuchi Jiong (尉遲迥, 516-580) - 弟綱 綱子運 - Wang Gui (王軌, †579) - 樂運 |
| 63.     | Zhou Huida, Feng Jing, Su Chao liezhuan (周惠達 馮景 蘇綽 列傳) | biografieën van Zhou Huida, Feng Jing, Su Chao | Genoemd worden: - Zhou Huida (周惠達, †544) - Feng Jing (馮景) - Su Chuo (蘇綽, 498-546), politicus en literaat uit de Westelijke Wei-dynastie - 子威 - 從兄亮 |
| 64.     | Wei Xiaokuan, Wei Zhen, Liu Qiu liezhuan (韋孝寬 韋瑱 柳虯 列傳) | biografieën van Wei Xiaokuan, Wei Zhen, Liu Qiu | Genoemd worden: - Wei Xiaokuan (韋孝寬, 509–580), generaal onder Westelijke Wei en noordelijke Zhou - 兄敻 敻子世康 - Wei Zhen (韋瑱) - 子師 - Liu Qiu (柳虯, 502-555) - 弟檜 - 弟慶 慶子機 機子述 機弟弘 旦 肅 機從子謇之 |
| 65.     | Daxi Wu, Ruogan Hui, Yi Feng, Liu Liang, Wang De, Helian Da, Han Guo, Cai You, Chang Shan, Xin Wei, She Dichang, Liang Chun, Liang Tai, Tian Hong liezhuan (達奚武 若干惠 怡峰 劉亮 王德 赫連達 韓果 蔡祐 常善 辛威 厙狄昌 梁椿 梁臺 田弘 列傳) | biografieën van Daxi Wu, Ruogan h\Hui, Yi Feng, Liu Liang, Wang De, Helian Da, Han Guo, Cai You, Chang Shan, Xin Wei, She Dichang, Liang Chun, Liang Tai, Tian Hong | Genoemd worden: - Daxi Wu (達奚武, 504-570) - Ruogan Hui 若干惠, †547), generaal, vader van keizerin Ruogan (若干皇后), echtgenote van keizer Gong (Yuan Kuo, r.553-556) Yuan Kuo) van de Westelijke Wei-dynastie - Yi Feng (怡峯, 500-549) - Liu Liang 劉亮, 507-546) - Wang De (王德) - Helian Da (赫連達, †573) - Han Guo (韓果, †572) - Cai You (蔡祐) - Chang Shan (常善, 502-565) - Xin Wei (辛威, 512-580) - She Dichang (厙狄昌) - Liang Chun (梁椿, 501-561 - Liang Tai (梁臺) - Tian Hong (田弘, 511-575) - 子仁恭 孫德懋 |
| 66.     | Wang Jie, Wang Yong, Yuwen Qiu, Geng Hao, Gao Lin, Li He, Yi Loumu, Daxi Shi, Liu Xiong, Hou Zhi, Li Yansun, Wei You, Chen Xin, Wei Xuan, Quan Xian, Li Qianzhe, Yang Ganyun, Fu Meng, Yang Xiong, Xi Gu, Ren Guo liezhuan (王傑 王勇 宇文虯 耿豪 高琳 李和 伊婁穆 達奚寔 劉雄 侯植 李延孫 韋祐 陳欣 魏玄 泉仚 李遷哲 楊乾運 扶猛 陽雄 席固 任果 列傳) | biografieën van Wang Jie, Wang Yong, Yuwen Qiu, Geng Hao, Gao Lin, Li He, Yi Loumu, Daxi Shi, Liu Xiong, Hou Zhi, Li Yansun, Wei You, Chen Xin, Wei Xuan, Quan Xian, Li Qianzhe, Yang Ganyun, Fu Meng, Yang Xiong, Xi Gu, Ren Guo | Genoemd worden: - Wang Jie (王傑, 515-579) - Wang Yong (王勇) - Yuwen Qiu (宇文虯, †550) - Geng Hao (耿豪, 506-550) - Gao Lin (高琳, 497-572) - Li He (李和, †582) - 子徹 - Yi Loumu (伊婁穆) - Daxi Shi (達奚寔, 513-561) - Liu Xiong (劉雄) - Hou Zhi (侯植) - Li Yansun (李延孫) - Wei You (韋祐, †549) - Chen Xin (陳欣, ZS: 陳忻) - Wei Xuan (魏玄) - 泉仚 ?? - Li Qianzhe (李遷哲, 511-574) - Yang Ganyun (楊乾運) - Fu Meng (扶猛, †560) - Yang Xiong (陽雄) - Xi Gu (席固) - Ren Guo (任果) |
| 67.     | Cui Yanmu, Yang Zuan, Duan Yong, Ling Huzheng, Tang Yong, Liu Min, Wang Shiliang liezhuan (崔彥穆 楊纂 段永 令狐整 唐永 柳敏 王士良 列傳) | biografieën van Cui Yanmu, Yang Zuan, Duan Yong, Ling Huzheng, Tang Yong, Liu Min, Wang Shiliang | Genoemd worden: - 崔彥穆 - 楊纂 - 段永 - 令狐整 - 子熙 - 唐永 - 子瑾 - 柳敏 - 子昂 - 王士良 |
| 68.     | Dou Luning, Yang Shao, Wang Ya, Han Xiong, He Ruodun liezhuan (豆盧寧 楊紹 王雅 韓雄 賀若敦 列傳) | biografieën van Dou Luning, Yang Shao, Wang Ya, Han Xiong, He Ruodun | Genoemd worden: - 豆盧寧 - 子勣 - 孫毓 - 楊紹 - 子雄 達 - 王雅 - 子世積 - 韓雄 - 子禽 - 賀若敦 - 子弼 - 弟誼 |
| 69.     | Shen Hui, Lu Tong, She Dishi, Yang Jian, Wang Qing, Zhao Gang, Zhao Chang, Wang Yue, Zhao Wenbiao, Yuan Ding, Yang Biao liezhuan (申徽 陸通 厙狄峙 楊荐 王慶 趙剛 趙昶 王悅 趙文表 元定 楊摽 列傳) | biografieën van Shen Hui, Lu Tong, She Dishi, Yang Jian, Wang Qing, Zhao Gang, Zhao Chang, Wang Yue, Zhao Wenbiao, Yuan Ding, Yang Biao | Genoemd worden: - 申徽 - 陸通 - 弟逞 - 厙狄峙 - 楊荐 - 王慶 - 趙剛 - 子仲卿 - 趙昶 - 王悅 - 趙文表 - 元定 - 楊𢷋 |
| 70.     | Han Bao, Zhao Su, Zhang Gui, Li Yan, Guo Yan, Liang Xin, Huang Fufan, Xing Qingzhi, Wang Zizhi, Du Gao, Lu Sili, Xu Zhao, Tan Zhu, Meng Xin, Zong Lin, Liu Fan, Liu Xia liezhuan (韓襃 趙肅 張軌 李彥 郭彥 梁昕 皇甫璠 辛慶之 王子直 杜杲 呂思禮 徐招 檀翥 孟信 宗懍 劉璠 柳遐 列傳) | biografieën van Han Bao, Zhao Su, Zhang Gui, Li Yan, Guo Yan, Liang Xin, Huang Fufan, Xing Qingzhi, Wang Zizhi, Du Gao, Lu Sili, Xu Zhao, Tan Zhu, Meng Xin, Zong Lin, Liu Fan, Liu Xia | Genoemd worden: - 韓襃 - 趙肅 - 子軌 - 張軌 - 李彥 - 郭彥 - 梁昕 - 皇甫璠 - 子誕 - 辛慶之 - 族子昂 - 王子直 - 杜杲 - 呂思禮 - 徐招 - 檀翥 - 孟信 - 宗懍 - 劉璠 - 子祥 - 兄子行本 - 柳遐 - 子莊 |
| 71.     | Sui zong shi zhu wang liezhuan (隋宗室諸王 列傳) | biografieën van de keizerlijke familie van Sui | Genoemd worden: - 蔡景王整 - 滕穆王瓚 - 道宣王嵩 - 衞昭王爽 - 河間王弘 - 義城公處綱 - 離石太守子崇 - 文帝四王 - 房陵王勇 - 秦王俊 - 庶人秀 - 庶人諒 - 煬帝三子 - 元德太子昭 - 齊王暕 - 趙王杲 |
| 72.     | Gao Jiong, Niu Hong, Li Delin liezhuan (高熲 牛弘 李德林 列傳) | biografieën van Gao Jiong, Niu Hong, Li Delin | Genoemd worden: - 高熲 - 牛弘 - 李德林 |
| 73.     | Liang Shiyan, Yuan Xie, Yu Qingze, Yuan Zhou, Daxi Zhangru, Helou Zigan, Shi Wansui, Liu Fang, Du Yan, Zhou Yao, Du Gukai, Qi Fuhui, Zhang Wei, He Hong, Yin Shou, Yang Yichen liezhuan (梁士彥 元諧 虞慶則 元冑 達奚長儒 賀婁子幹 史萬歲 劉方 杜彥 周搖 獨孤楷 乞伏慧 張威 和洪 陰壽 楊義臣 列傳) | biografieën van Liang Shiyan, Yuan Xie, Yu Qingze, Yuan Zhou, Daxi Zhangru, Helou Zigan, Shi Wansui, Liu Fang, Du Yan, Zhou Yao, Du Gukai, Qi Fuhui, Zhang Wei, He Hong, Yin Shou, Yang Yichen | Genoemd worden: - 梁士彥 - 元諧 - 虞慶則 - 元冑 - 達奚長儒 - 賀婁子幹 - 兄詮 - 史萬歲 - 劉方 - 馮昱 王𢷋 楊武通 陳永貴 房兆 - 杜彥 - 周搖 - 獨孤楷 - 弟盛 - 乞伏慧 - 張威 - 和洪 - 陰壽 - 子世師 - 骨儀 - 楊義臣 |
| 74.     | Liu Fang, Liu Qiu, Huang Fuji, Guo Yan, Zhang Heng, Yang Wang, Pei Yun, Yuan Chong, Li Xiong liezhuan (劉昉 柳裘 皇甫績 郭衍 張衡 楊汪 裴蘊 袁充 李雄 列傳) | biografieën van Liu Fang, Liu Qiu, Huang Fuji, Guo Yan, Zhang Heng, Yang Wang, Pei Yun, Yuan Chong, Li Xiong | Genoemd worden: - 劉昉 - 柳裘 - 皇甫績 - 郭衍 - 張衡 - 楊汪 - 裴蘊 - 袁充 - 李雄 |
| 75.     | Zhao Jiong, Zhao Fen, Wang Shao, Yuan Yan, Yu Wenbi, Yi Louqian, Li Yuantong, Guo Rong, Pang Huang, Li An, Yang Shangxi, Zhang Jiong, Su Xiaoci, Yuan Shou liezhuan (趙煚 趙芬 王韶 元巖 宇文㢸 伊婁謙 李圓通 郭榮 龐晃 李安 楊尚希 張煚 蘇孝慈 元壽 列傳) | biografieën van Zhao Jiong, Zhao Fen, Wang Shao, Yuan Yan, Yu Wenbi, Yi Louqian, Li Yuantong, Guo Rong, Pang Huang, Li An, Yang Shangxi, Zhang Jiong, Su Xiaoci, Yuan Shou | Genoemd worden: - 趙煚 - 趙芬 - 王韶 - 元巖 - 宇文㢸 - 伊婁謙 - 李圓通 - 陳茂 - 郭榮 - 龐晃 - 李安 - 楊尚希 - 張煚 - 蘇孝慈 - 元壽 |
| 76.     | Duan Wenzhen, Lai Hu'er, Fan Zigai, Zhou Luohou, Zhou Fashang, Wei Xuan, Liu Quan, Li Jing, Xue Shixiong liezhuan (段文振 來護兒 樊子蓋 周羅睺 周法尚 衞玄 劉權 李景 薛世雄 列傳) | biografieën van Duan Wenzhen, Lai Hu'er, Fan Zigai, Zhou Luohou, Zhou Fashang, Wei Xuan, Liu Quan, Li Jing, Xue Shixiong | Genoemd worden: - 段文振 - 來護兒 - 樊子蓋 - 周羅睺 - 周法尚 - 衞玄 - 劉權 - 李景 - 薛世雄 |
| 77.     | Pei Zheng, Li E, Bao Hong, Gao Gou, Rong Pi, Lu Zhiming, Lian Pi, Liu Yu, Zhao Chao, Du Zheng liezhuan (裴政 李諤 鮑宏 高構 榮毗 陸知命 梁毗 柳彧 趙綽 杜整 列傳) | biografieën van Pei Zheng, Li E, Bao Hong, Gao Gou, Rong Pi, Lu Zhiming, Lian Pi, Liu Yu, Zhao Chao, Du Zheng | Genoemd worden: - 裴政 - 李諤 - 鮑宏 - 高構 - 榮毗 - 陸知命 - 梁毗 - 柳彧 - 趙綽 - 杜整 |
| 78.     | Zhang Dinghe, Zhang Bian, Mai Tiezhang, Quanwu, Wang Rengong, Tu Wanxu, Dong Chun, Yu Juluo, Wang Bian, Chen Leng, Zhao Cai liezhuan (張定和 張奫 麥鐵杖 權武 王仁恭 吐萬緒 董純 魚俱羅 王辯 陳稜 趙才 列傳) | biografieën van Zhang Dinghe, Zhang Bian, Mai Tiezhang, Quanwu, Wang Rengong, Tu Wanxu, Dong Chun, Yu Juluo, Wang Bian, Chen Leng, Zhao Cai | Genoemd worden: - 張定和 - 張奫 - 麥鐵杖 - 沈光 - 權武 - 王仁恭 - 吐萬緒 - 董純 - 魚俱羅 - 王辯 - 陳稜 - 趙才 |
| 79.     | Yu Wenshu, Wang Shichong, Duan Da liezhuan (宇文述 王世充 段達 列傳) | biografieën van Yu Wenshu, Wang Shichong, Duan Da | Genoemd worden: - 宇文述 - 雲定興 趙行樞 - 子化及 - 司馬德戡 - 裴虔通 - 王世充 - 段達 |
| 80.     | Waiqi liezhuan (外戚 列傳) | biografieën van verwanten van echtgenoten van keizers | Genoemd worden: - 賀訥 - 姚黃眉 - 杜超 - 賀迷 - 閭毗 - 馮熙 - 李惠 - 高肇 - 胡國珍 - 楊騰 - 乙弗繪 - 趙猛 - 胡長仁 - 隋文帝外家呂氏 |
| 81. 82. | Rulin liezhuan (儒林 列傳) | biografieën (uit het woud) van confucianistische geleerden | Genoemd worden: - 梁越 - 盧醜 - 張偉 - 梁祚 - 平恒 - 陳奇 - 劉獻之 - 張吾貴 - 劉蘭 - 孫惠蔚 - 徐遵明 - 董徵 - 李業興 - 李鉉 - 馮偉 - 張買奴 - 劉軌思 - 鮑季詳 - 邢峙 - 劉晝 - 馬敬德 - 張景仁 - 權會 - 張思伯 - 張彫武 - 郭遵 - 沈重 - 樊深 - 熊安生 - 樂遜 - 黎景熙 - 冀儁 - 趙文深 - 辛彥之 - 何妥 - 蕭該 - 包愷 - 房暉遠 - 馬光 - 劉焯 - 劉炫 - 褚暉 - 顧彪 - 魯世達 - 張沖 - 王孝籍 |
| 83.     | Wenyuan liezhuan (文苑 列傳) | biografieën (uit de tuin) der literaten | Genoemd worden: - 溫子昇 - 荀濟 - 祖鴻勳 - 李廣 - 樊遜 - 荀士遜 - 王襃 - 庾信 - 顏之推 - 弟之儀 - 虞世基 - 柳䛒 - 許善心 - 李文博 - 明克讓 - 劉臻 - 諸葛潁 - 王貞 - 虞綽 - 王冑 - 兄眘 - 庾自直 - 潘徽 - 常得志 尹式 劉善經 祖君彥 孔德紹 劉斌 |
| 84.     | Xiaoxing liezhuan (孝行 列傳) | biografieën van personen met kinderlijke piëteit | Genoemd worden: - 長孫慮 - 乞伏保 - 孫益德 - 董洛生 - 楊引 - 閻元明 - 吳悉達 - 王續生 - 李顯達 - 倉跋 - 張昇 - 王崇 - 郭文恭 - 荊可 - 秦族 - 皇甫遐 - 張元 - 王頒 - 弟頍 - 楊慶 - 田翼 - 紐因 - 劉仕儁 - 翟普林 - 華秋 - 徐孝肅 |
| 85.     | Jieyi liezhuan (節義 列傳) | biografieën van personen met een bescheiden karakter | Genoemd worden: - 于什門 - 段進 - 石文德 - 汲固 - 王玄威 - 婁提 - 劉渴侯 - 朱長生 - 馬八龍 - 門文愛 - 晁清 - 劉侯仁 - 石祖興 - 邵洪哲 - 王榮世 - 胡小彪 - 孫道登 - 李几 - 張安祖 - 王閭 - 郭琰 - 沓龍超 - 乙速孤佛保 - 李棠 - 杜叔毗 - 劉弘 - 游元 - 張須陁 - 楊善會 - 盧楚 - 劉子翊 - 堯君素 - 陳孝意 - 張季珣 - 杜松贇 - 郭世儁 - 郎方貴 |
| 86.     | Xunli liezhuan (循吏 列傳) | biografieën van oprechte functionarissen | Genoemd worden: - 張膺 - 路邕 - 閻慶胤 - 明亮 - 杜纂 - 竇瑗 - 蘇淑 - 張華原 - 孟業 - 蘇瓊 - 路去病 - 梁彥光 - 樊叔略 - 公孫景茂 - 辛公義 - 柳儉 - 郭絢 - 敬肅 - 劉曠 - 王伽 - 魏德深 |
| 87.     | Kuli liezhuan (酷吏 列傳) | biografieën van meedogenloze beambten | Genoemd worden: - 于洛侯 - 胡泥 - 李洪之 - 子神 - 張赦提 - 趙霸 - 崔暹 - 邸珍 - 田式 - 燕榮 - 元弘嗣 - 王文同 |
| 88.     | Yinyi liezhuan (隱逸 列傳) | biografieën van geleerden die in afzondering leefden | Genoemd worden: - 眭夸 - 馮亮 - 鄭脩 - 崔廓 - 子賾 - 徐則 - 張文詡 |
| 89. 90. | Yishu liezhuan (藝術 列傳) | biografieën van magiërs en voorspellers | Genoemd worden: - 晁崇 - 張深 - 殷紹 - 王早 - 耿玄 - 劉靈助 - 沙門靈遠 - 李順興 - 檀特師 - 由吾道榮 - 顏惡頭 - 王春 - 信都芳 - 宋景業 - 許遵 - 麴紹 - 吳遵世 - 趙輔和 - 皇甫玉 - 解法選 - 魏寧 - 綦母懷文 - 張子信 - 陸法和 - 蔣昇 - 強練 - 庾季才 - 子質 - 盧太翼 - 耿詢 - 來和 - 蕭吉 - 楊伯醜 - 臨孝恭 - 劉祐 - 張冑玄 - 周澹 - 李脩 - 徐謇 - 從孫之才 - 王顯 - 馬嗣明 - 姚僧垣 - 子最 - 褚該 - 許智藏 - 許澄 - 萬寶常 - 蔣少游 - 何稠 |
| 91.     | Lienü liezhuan (列女 列傳) | biografieën van voortreffelijke vrouwen | Genoemd worden: - 魏 - 崔覽妻封氏 - 封卓妻劉氏 - 魏溥妻房氏 - 胡長命妻張氏 - 平原女子孫氏 - 房愛親妻崔氏 - 涇州貞女兒氏 - 姚氏婦楊氏 - 張洪祁妻劉氏 - 董景起妻張氏 - 陽尼妻高氏 - 史映周妻耿氏 - 任城國太妃孟氏 - 苟金龍妻劉氏 - 貞孝女宗 - 河東姚氏女 - 刁思遵妻魯氏 - 西魏 - 孫道溫妻趙氏 - 孫神妻陳氏 - 隋 - 蘭陵公主 - 南陽公主 - 襄城王恪妃 - 華陽王楷妃 - 譙國夫人洗氏 - 鄭善果母崔氏 - 孝女王舜 - 韓覬妻于氏 - 陸讓母馮氏 - 劉昶女 - 鍾士雄母蔣氏 - 孝婦覃氏 - 元務光母盧氏 - 裴倫妻柳氏 - 趙元楷妻崔氏 |
| 92.     | Enxing liezhuan (恩幸 列傳) | biografieën van gunstelingen | Genoemd worden: - 王叡 - 王仲興 - 寇猛 - 趙脩 - 茹皓 - 趙邕 - 侯剛 - 徐紇 - 宗愛 - 仇洛齊 - 段霸 - 王琚 - 趙默 - 孫小 - 張宗之 - 劇鵬 - 張祐 - 抱嶷 - 王遇 - 苻承祖 - 王質 - 李堅 - 秦松 白整 - 劉騰 - 賈粲 - 楊範 - 成軌 - 王溫 - 孟欒 - 平季 - 封津 - 劉思逸 - 郭秀 - 和士開 - 安吐根 - 穆提婆 - 高阿那肱 - 韓鳳 - 齊諸宦者 |
| 93.     | Jianwei fuyong liezhuan (僭偽附庸 列傳) | biografieën van illegale usurpatoren | Bedoeld zijn heersers van enkele van de Zestien Koninkrijken: - Xia (夏): Helian shi (赫連氏) - Yan (燕): Murong shi (慕容氏) - Hou Qin (後秦): Yao shi (姚氏) - Bei Yan (北燕): Feng shi (馮氏) - Xi Qin (西秦): Qifu shi (乞伏氏) - Bei Liang (北涼): Juqu shi (沮渠氏) - Hou Liang (後梁): Xiao shi (蕭氏) |
| 94.     | Gaojuli, Baiji, Xinluo, Wuji, Xi, Qidan, Shiwei, Doumolou, Didouyu Wuluohou, Liuqiu, Wo liezhuan (高麗 百濟 新羅 勿吉 奚 契丹 室韋 豆莫婁 地豆干 烏洛侯 流求 倭 列傳) | overleveringen uit Koguryo, Paekche, Silla, Wuji, Xi, Kitan, Shiwei, Dumakru, Didouyu, Wuluohou, Liuqiu, Japan | Genoemd worden: - Gaojuli (高句麗), Koguryo, koninkrijk op het Koreaans schiereiland - Baiji (百濟), het koninkrijk Paekche op het Koreaans schiereiland - Xinluo (新羅), het koninkrijk Silla op het Koreaans schiereiland - Wuji (勿吉), verzamelnaam voor een groep jagers en verzamelaars ten noorden van Koguryo - Xi (奚) - Qidan (契丹), Kitan - Shiwei (室韋), volk dat het oosten van het huidige Mongolië en het noorden van het huidige Mantsjoerije bewoonde - Doumolou (豆莫婁), het Koreaans koninkrijk Dumakru in centraal Mantsjoerije - Didouyu (地豆干) - Wuluohou (烏洛侯), volk dat de Grote Hinggan in het noordoosten van het huidige Binnen-Mongolië bewoonde - Liuqiu (流求): Riukiu - Wo (倭): Japan |
| 95.     | Man, Rao, Linyi, Chi Tu, Chenla, Poli liezhuan (蠻 獠 林邑 赤土 真臘 婆利 列傳) | overleveringen uit Man, Lao, Linyi, Chi Tu, Chenla, Brunei | Genoemd worden: - Man (蠻), bedoeld zijn zuidelijke volkeren. - Liao (獠), Lao, zuidwestelijke volkeren die noordelijke Taitalen spraken - Linyi (林邑, Vietnamees: Lâm Ấp): Koninkrijk Champa - Chi Tu (赤土): Chi Tu, staat in Zuidoost-Azië - Chenla (真臘): Chenla, staat in het huidige Cambodja - Poli (婆利): Brunei |
| 96.     | Di, Tuyuhun, Dangchang, Dengzhi, Bailan, Dangxiang, Fuguo, Jihu liezhuan (氐 吐谷渾 宕昌 鄧至 白蘭 党項 附國 稽胡 列傳) | overleveringen uit Di, Tuyuhun, Dangchang, Dengzhi, Bailan, Tangut, Fuguo, Jihu | Genoemd worden: - Di (氐), bedoeld zijn de Di - Tuyuhun (吐谷渾) - Dangchang (宕昌), Dangchang (Tangchang): koninkrijk in het huidige Gansu, gesticht door Liu Qin (梁勤), die begin van de 5e eeuw een aantal stammen verenigde. De staat bestond tot ongeveer 550. - Dengzhi (鄧至), koninkrijk van de Qiang in het huidige Sichuan, 430-550 - Bailan (白蘭): naam van twee koningen van de Tuyuhun (Murong Shilian, 慕容視連, r.371-390 en Murong Achai, 慕容阿柴, r.417-424) - Dangxiang (党項): Tangut - Fuguo (附國): het oostelijk deel van het huidige Qinghai - Jihu (稽胡): stam van de Zuidelijke Xiongnu die de bergachtige gebieden van Shanxi bewoonde |
| 97.     | liezhuan (西域 列傳) | overleveringen uit de westelijke gebieden | Genoemd worden: - Shanshan (鄯善), Kroraina, oasestad in het huidige Xinjiang aan de Zijderoute - Qiemo (且末), een van de Zesendertig Rijken van de Westelijke Gebieden - Yutian (于闐), het Koninkrijk Hotan - Pushan (蒲山) - Xi Juban (悉居半) - Quan Yumo (權於摩 - Qusha (渠莎 - Jushi (車師), Gushi, mogelijk verwant met de Yuezhi - Gaochang (高昌, ook bekend als Khocho), oasestad aan de Zijderoute - 且彌 - Yanqi (焉耆), Karasahr, oasestad in het huidige Xinjiang aan de Zijderoute - Guizi (Qiuci , 龜茲), Kuqa, oasestad in het huidige Xinjiang aan de Zijderoute - Gumo (姑默) - Wensu (溫宿), een van de Zesendertig Rijken van de Westelijke Gebieden - Weitou (尉頭), een van de Zesendertig Rijken van de Westelijke Gebieden - Wusun (烏孫) - Shule (疏勒) het gebied rond Kashgar in het huidige Xinjiang - Yueban (悅般), het restant van de noordelijke Xiongnu na het uiteenvallen van hun confederatie - Zhezhiba (者至拔 - Mimi (迷密 - Xiwanjin (悉萬斤 - Niumi (忸密 - Poluona (破洛那 - Sute (粟特 - Bosi (波斯), het Perzische Rijk - Fuluni (伏盧尼 - Sezhixian (色知顯 - Qieseni (伽色尼 - Bozhi (薄知 - Mouzhi (牟知 - Afutaihan (阿弗太汗 - Husimi (呼似密 - Nuoseboluo (諾色波羅 - Zaoqiezhi (早伽至 - Qiebuchan (伽不單 - Zheshe (者舌 - Qiebei (伽倍 - Shexuemosun (折薛莫孫 - Qiandun (鉗敦 - Fudisha (弗敵沙 - Yanfuye (閻浮謁 - Da Yueshi (大月氏) - Anxi (安息), de Parthen - Tiaozhi (條支 - Da Qinguo (大秦國), Da Qin, het (oostelijk deel) van het Romeinse Rijk - Agouqiang (阿鈎羌 - Bolu (波路 - Xiaoyueshi (小月氏 - Jibin (罽賓 - Tuhuluo (吐呼羅 - Fuhuo (副貨 - Nantianzhu (南天竺 - Difuluo (疊伏羅 - Badou (拔豆 - Yeda (嚈噠): de Hephthalieten - Zhuju (朱居 - Kepantuo (渴槃陁 - Bohe (鉢和 - Bozhi (波知 - Shemi (賒彌 - Bolule (鉢盧勒 - Wuchang (烏萇 - Gantuo (?) (乾陁 - Kangguo (康國 - Anguo (安國 - Shiguo (石國 - Nüguo (女國 - Pohan (鏺汗 - Tuhuoluo (吐火羅 - Miguo (米國 - Shiguo (史國 - Caoguo (曹國 - Heguo (何國 - Wuna'e (烏那遏 - Muguo (穆國 - Caoguo (漕國 |
| 98.     | liezhuan (蠕蠕 匈奴宇文莫槐 徒何段就六眷 高車 列傳) | overleveringen uit | Genoemd worden: - Rouran (蠕蠕) - (Xiongnu) Yuwen Mohuai (匈奴宇文莫槐) - (Tuhe) Duanjiu Liujuan (徒何段就六眷, †318) - Gaoche (高車), Turks volk in Centraal Azië, 480-540 |
| 99.     | Tujue Tiele liezhuan (突厥 鐵勒 列傳) | overleveringen uit Tujue en Tiele | Genoemd worden: - Tujue (突厥) - Xi Tujue (西突厥): westelijke Tujue - Tiele (鐵勒) |
| 100.    | xu zhuan (序傳) | nawoord en autobiografie | |

## Chinese tekst

### Tekst in klassiek Chinees
De Zhonghua-uitgave van de Vierentwintig Geschiedenissen is de meest gebruikte uitgave. De teksten zijn voorzien van leestekens, ingedeeld in paragrafen en geschreven in traditionele karakters. Zowel van de oorspronkelijke als van de herziene uitgave zijn talrijke herdrukken verschenen, die onderling op details kunnen afwijken.
- 李延壽, 《北史》(100卷), 北京 (中華書局), 1972 (Li Yanshou, Beishi (100 juan), Beijing (Zhonghua shu ju), 1972, 10 delen, 3351 pp.

Herdrukt 1999, ISBN 9787101021288.
De Zhonghua-uitgave is ook digitaal beschikbaar via het project Scripta Sinica van de Academia Sinica, Taipei (zie: externe links).

### Tekst in hetbaihuawen
- 刁忠明, 《北史选译》, 成都 (巴蜀書社) 四川省新华书店发行 1991, (Diao Zhongming, Bei shi xuanyi, Chengdu (Ba Shushushe) Sichuan sheng xin hua shu dian fa xing, 1991, ISBN 9787805233581. Herdruk 2011 (ISBN 9787550603455)

Gedeeltelijke vertaling. Het werk is uitgegeven in vereenvoudigde Chinese karakters.

## Geraadpleegde literatuur
- (en)  Graff, David, Bei Shi in: Chennault, Cynthia L. e.a. (eds.), Early Medieval Chinese Texts. A Bibliographical Guide, Berkeley (Institute of East Asian Studies) 2015, (China Research Monograph 71), ISBN 978-9-00419-240-9, pp. 18–23.
- (en)  Knechtges, David R., Bei Shi (History of the Northern Dynasties) in: Knechtges, David R. en Chang Taiping (red.), Ancient and Early Medieval Literature. A Reference Guide (Handbuch der Orientalistik; 4. Abt., China; vol.25/1), Leiden (Brill) 2014, deel I, ISBN 978-90-04-19127-3, pp. 38-40.